# Islas Cook
Las Islas Cook (en inglés, Cook Islands; en rarotongano, Kuki ’Āirani) conforman un archipiélago localizado en Oceanía concretamente en el océano Pacífico Sur, entre Hawái y Nueva Zelanda. Poseen un sistema de gobierno democrático-parlamentario en libremente asociado al Reino de Nueva Zelanda, país este al que pertenecen. Las quince pequeñas islas tienen un área combinada de 236 km², pero la zona económica exclusiva ocupa más de 1 800 000 kilómetros cuadrados de océano.
La población se concentra en la isla de Rarotonga (14 153 habitantes en 2006), donde se encuentra el aeropuerto internacional. Hay también muchos ciudadanos de las islas Cook que viven en Nueva Zelanda, particularmente en la isla Norte. En el censo de 2006 había 58 008 personas identificadas como descendientes de los maoríes de las Islas Cook.
Con más de 90 000 visitantes al año en 2006, el turismo es la principal fuente de ingresos de las islas, por encima del negocio de bancos, perlas y las exportaciones de productos del mar y frutas exóticas.
La defensa y la representación exterior son responsabilidad de Nueva Zelanda, que además debe consultar a las Islas Cook. Aun así en los últimos años las Islas Cook han ido adoptando una creciente independencia en lo que se refiere a la gestión de los Asuntos Exteriores. Los ciudadanos de las Islas Cook tienen la ciudadanía neozelandesa y también la nacionalidad propia de las Islas Cook.
La capital es Avarua. Una forma popular de arte en las islas es el tivaevae, edredones hechos a mano.

## Etimología
Las Islas Cook comprenden 15 islas divididas en dos grupos insulares, que han recibido nombres individuales en lenguas indígenas como el maorí de las Islas Cook y el pukapukan a lo largo del tiempo que han estado habitadas. En 1606, los exploradores españoles dieron a Rakahanga el nombre de Gente Hermosa.
El conjunto de las islas debe su nombre actual al capitán británico James Cook, que las visitó en la década de 1770 y llamó a Manuae «isla Hervey» en honor a Augustus Hervey, III conde de Bristol. A partir de entonces, el grupo de islas del sur pasó a llamarse «islas Hervey». En la década de 1820, el almirante ruso Adam Johann von Krusenstern se refirió a las islas del sur como las «Islas Cook» en su Atlas de l'Ocean Pacifique. Todo el territorio (incluido el grupo de islas del norte) no se conoció como «Islas Cook» hasta después de su anexión por Nueva Zelanda a principios del siglo XX. En 1901, el parlamento neozelandés aprobó la Ley de Gobierno de las Islas Cook y otras, que demostraba que el nombre de «Islas Cook» sólo se refería a algunas de las islas. Sin embargo, esta situación cambió con la aprobación de la Ley de las Islas Cook de 1915, que definía la zona de las Cook e incluía todas las islas actualmente incluidas.
El nombre oficial de las islas en maorí de las Islas Cook es Kūki 'Āirani, una transliteración del nombre inglés.

## Historia
Las Islas Cook fueron pobladas por primera vez en el siglo VI de nuestra era por pueblos polinésicos que migraron desde las cercanías de Tahití, al sureste.
Los primeros contactos europeos en la isla se remontan a 1595, cuando el explorador español Álvaro de Mendaña de Neyra avista la isla Pukapuka y la bautiza como San Bernardo. En 1606 el explorador Pedro Fernández de Quirós avista Rakahanga, que la llama Gente Hermosa. En 1764 los británicos avistan Pukapuka y la llaman Danger Island pero no llegan a asentarse.
Entre 1773 y 1779, el capitán James Cook reclamó para la Corona británica el archipiélago que ahora lleva su nombre, entre las islas de Tahití y Tonga. En 1888, las islas adquieren el estatus de protectorado, pasando a ser anexadas en 1901 por Nueva Zelanda. El 4 de agosto de 1965, Nueva Zelanda confiere a las Islas Cook la autonomía. En 1985 se firma el Tratado de Rarotonga, el cual declara el Pacífico Sur como zona no nuclear.

## Política y Gobierno
Es una dependencia con una democracia representativa parlamentaria, donde el ministro Jefe es el jefe de Estado. Las islas son autogobernadas en libre asociación con Nueva Zelanda y son completamente responsables de los asuntos internos. Nueva Zelanda retiene algunas responsabilidades de asuntos externos, en consulta con las Islas Cook. En años recientes, las Islas Cook han tenido mayor control en sus asuntos externos y en el 2005 ha tenido relaciones diplomáticas con 63 países. El poder ejecutivo es ejercido por el gobierno. El poder legislativo es encomendado por el gobierno y el Consejo Legislativo. El poder judicial es independiente del poder ejecutivo y legislativo.
En el poder ejecutivo, el cargo de monarca es hereditario; su representante es asignado por el monarca. El alto comisionado de Nueva Zelanda es escogido por el gobierno neozelandés. El gabinete es escogido por el primer ministro y es colectivamente responsable al Parlamento.
El Consejo Legislativo posee 25 miembros, elegidos por un término de cinco años, con un escaño por distrito electoral. La Constitución vigente data del 5 de agosto de 1965 (modificada en mayo de 1981). En el país existen cuatro partidos políticos: el Partido de las Islas Cook, el Partido Democrático, el Movimiento One Cook Islands y el Titikaveka Oire.
La defensa de estas islas está bajo la responsabilidad de Nueva Zelanda, en consulta con las Islas Cook y bajo su requerimiento.

### Elecciones
Las Islas Cook eligen una asamblea legislativa a nivel nacional. El Parlamento de las Islas Cook tiene 24 miembros, elegidos para un mandato de cuatro años en circunscripciones uninominales. Las Islas Cook tienen un sistema bipartidista, lo que significa que hay dos partidos políticos dominantes y es extremadamente difícil que cualquier otro partido logre el éxito electoral.

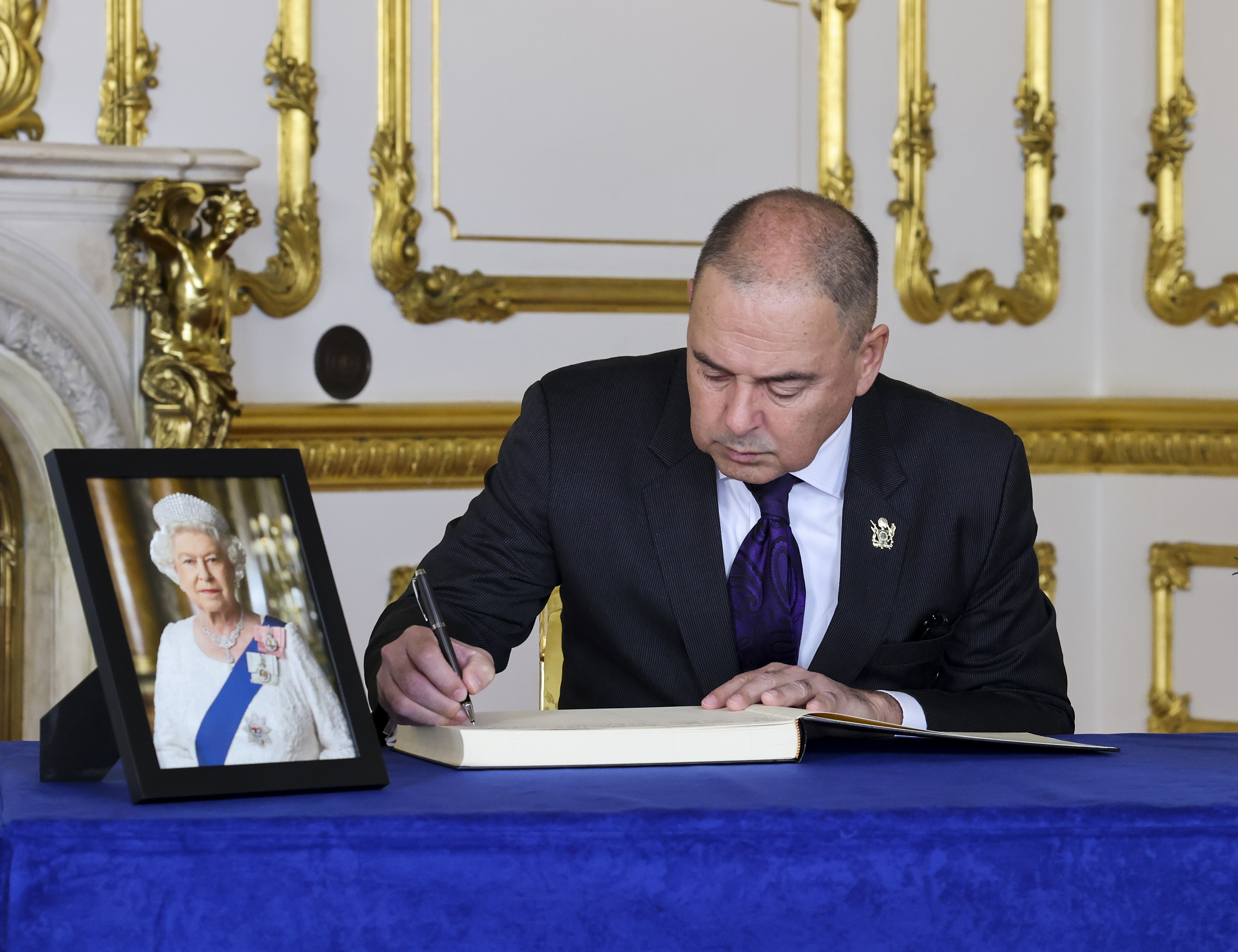
El Primer Ministro de las Islas Cook, Mark Brown, firmando el Libro de Condolencias en memoria de la Reina Isabel II en 2022

El 14 de junio de 2018 se celebraron elecciones. El Partido de las Islas Cook perdió la mayoría, al obtener solo 10 de los 24 escaños, pero el primer ministro, Henry Puna, pudo formar una coalición ofreciendo puestos en el gabinete a George Angene, del Movimiento Una Islas Cook, y a los independientes Robert Tapaitau y Rose Toki-Brown.
En las elecciones generales de 2018, el Partido Democrático obtuvo una pluralidad de 11 escaños, pero no llegó a los 13 necesarios para formar gobierno. El actual Partido de las Islas Cook (CIP), liderado por el entonces primer ministro Henry Puna, obtuvo 10 escaños; el Movimiento por Unas Islas Cook (OCI) se aseguró un único escaño, y los independientes obtuvieron los dos restantes. El CIP permaneció en el gobierno gracias al apoyo del OCI y de los independientes.
En octubre de 2020, Puna dimitió como primer ministro para presentarse a secretario general del Foro de las Islas del Pacífico. El vice primer ministro Mark Brown sucedió a Puna como primer ministro y líder del Partido de las Islas Cook. Brown nombró a Robert Tapaitau vice primer ministro.

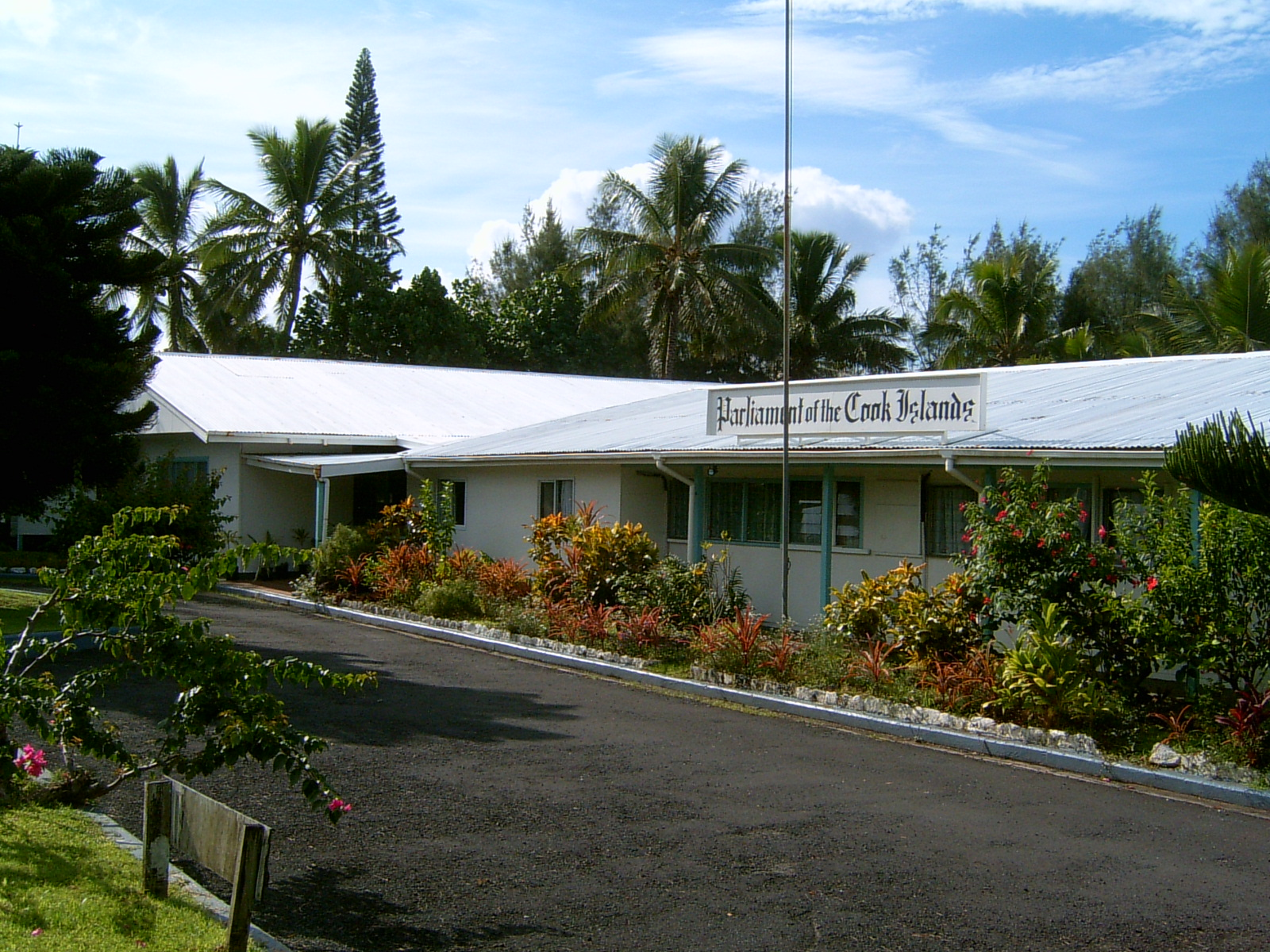
Parlamento de las Islas Cook

Las previsiones iniciales mostraban al Partido de las Islas Cook con 10 escaños, a los demócratas con 6, al nuevo Partido Unido de las Islas Cook con 4 y a los independientes con 3. El escaño de Ngatangiia estaba empatado, con los candidatos del CIP y del Partido Unido con 171 votos cada uno. El recuento final de votos mostró al CIP con 12 escaños, tras ganar Ngatangiia y Titikaveka, donde el candidato del Partido Unido tenía inicialmente una ventaja de seis votos. Los demócratas obtuvieron cinco escaños, el Partido Unido tres, el Movimiento por unas Islas Cook uno y los independientes tres.

### Administración local
La Ley de Gobierno Local de las Islas Exteriores de 1988 se aplica a todas las islas excepto Rarotonga. Establece un consejo insular en todas las islas, compuesto por los jefes insulares, los ancianos, los diputados que representan a la isla y los miembros electos de cada circunscripción de la isla.
El sistema de gobierno local para los tres distritos (waka) de la isla de Rarotonga se restableció en 1997 con la promulgación de la Ley de Gobierno Local de Rarotonga. Las primeras elecciones a alcaldes y concejales se celebraron en noviembre de 1998. Sin embargo, el gobierno local fue abolido de nuevo en 2008.
La Constitución de las Islas Cook prevé la creación de la Cámara de Ariki, que se rige por la Ley de la Cámara de Ariki de 1966. Está formada por ocho ariki (jefes) de las islas exteriores y no más de seis de Rarotonga y las islas Palmerston. Sus actividades se limitan a funciones consultivas.

### Política Exterior
Las islas se autogobiernan en «libre asociación» con Nueva Zelanda. Según la Constitución de las Islas Cook, Nueva Zelanda no puede aprobar leyes para las Islas Cook. Rarotonga tiene su propio servicio exterior y red diplomática. Los ciudadanos de las Islas Cook tienen derecho a ser ciudadanos de Nueva Zelanda y pueden recibir servicios del gobierno neozelandés cuando se encuentran en Nueva Zelanda, pero no ocurre lo mismo a la inversa; los ciudadanos neozelandeses no son nacionales de las Islas Cook. A pesar de ello, en 2018, las Islas Cook mantenían relaciones diplomáticas en nombre propio con otros 63 países. 

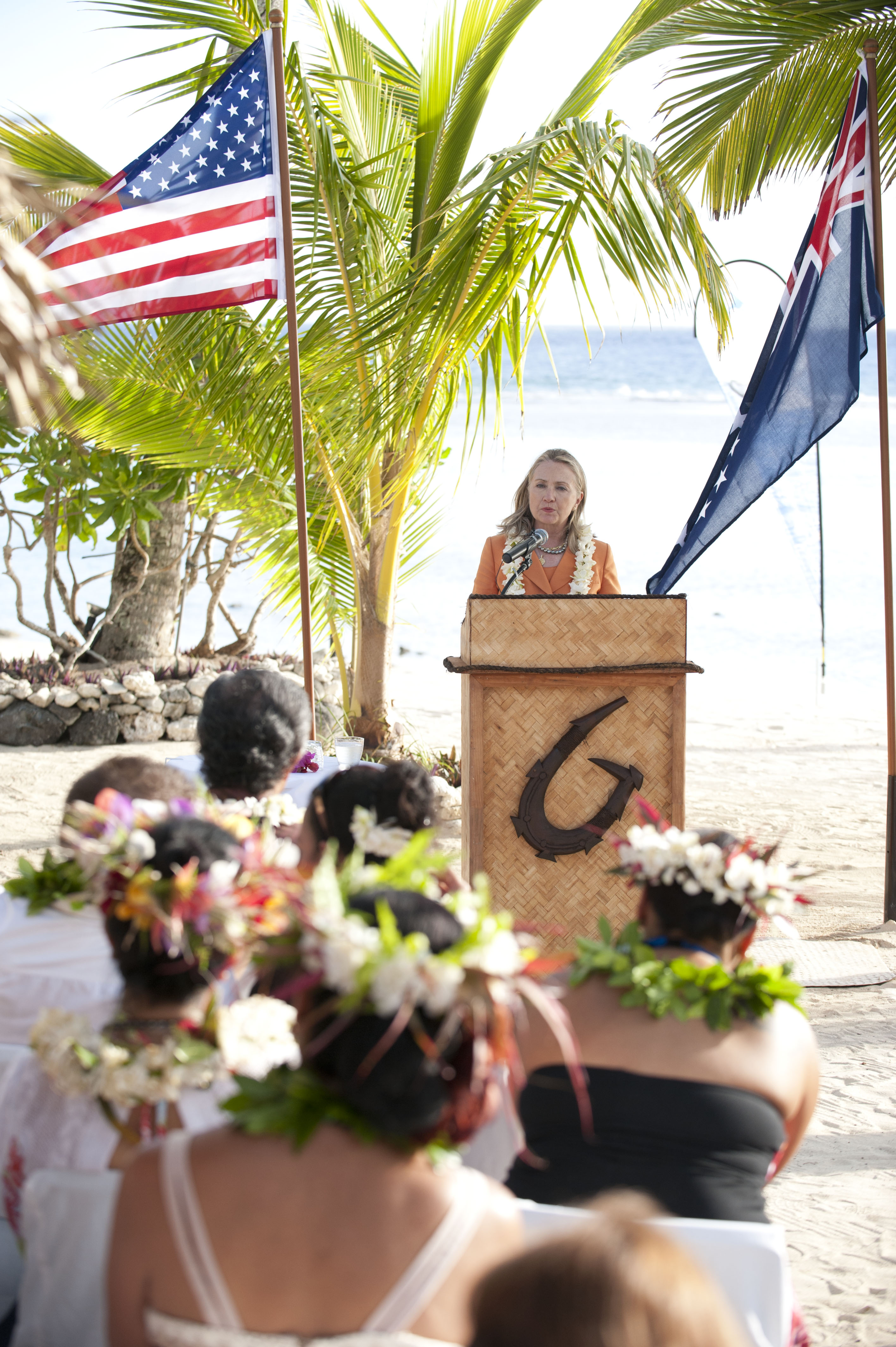
La secretaria de Estado de Estados Unidos Hillary Clinton de visita en las Islas Cook en 2012

Las Islas Cook no son un Estado miembro de las Naciones Unidas, pero, junto con Niue, la Secretaría de las Naciones Unidas les ha reconocido su «plena capacidad para celebrar tratados», y es miembro de pleno derecho de la Organización Mundial de la Salud (OMS), la UNESCO, la Organización de Aviación Civil Internacional, la Organización Marítima Internacional y la Organización de las Naciones Unidas para la Alimentación y la Agricultura, todos ellos organismos especializados de la ONU, y es miembro asociado de la Comisión Económica y Social de las Naciones Unidas para Asia y el Pacífico (CESPAP) y miembro de la Asamblea de los Estados de la Corte Penal Internacional.
El embajador de las Islas Cook ante la Organización Marítima Internacional, el capitán Ian Finley, se ha enfrentado a la polémica por aceptar 700.000 dólares de financiación no revelada de un grupo de presión de la industria naviera dirigido con su esposa, al mismo tiempo que ayudaba a diseñar normas medioambientales para la industria naviera.
A pesar de ser uno de los países más vulnerables al cambio climático, las Islas Cook se opusieron paradójicamente a cualquier medida para reducir las emisiones de gases de efecto invernadero de la industria naviera, según Climate Home.
El 11 de junio de 1980, Estados Unidos firmó un tratado con las Islas Cook en el que se especificaba la frontera marítima entre las Islas Cook y Samoa Americana y también se renunciaba a cualquier reclamación estadounidense sobre Penrhyn, Pukapuka, Manihiki y Rakahanga. En 1990, las Islas Cook y Francia firmaron un tratado que delimitaba la frontera entre las Islas Cook y la Polinesia Francesa.
A finales de agosto de 2012, la secretaria de Estado de Estados Unidos, Hillary Clinton, visitó las islas. En 2017, las Islas Cook firmaron el Tratado de la ONU sobre la Prohibición de las Armas Nucleares. El 25 de septiembre de 2023, las Islas Cook y los Estados Unidos de América establecieron relaciones diplomáticas bajo el liderazgo del primer ministro Mark Brown en una ceremonia en Washington D. C..

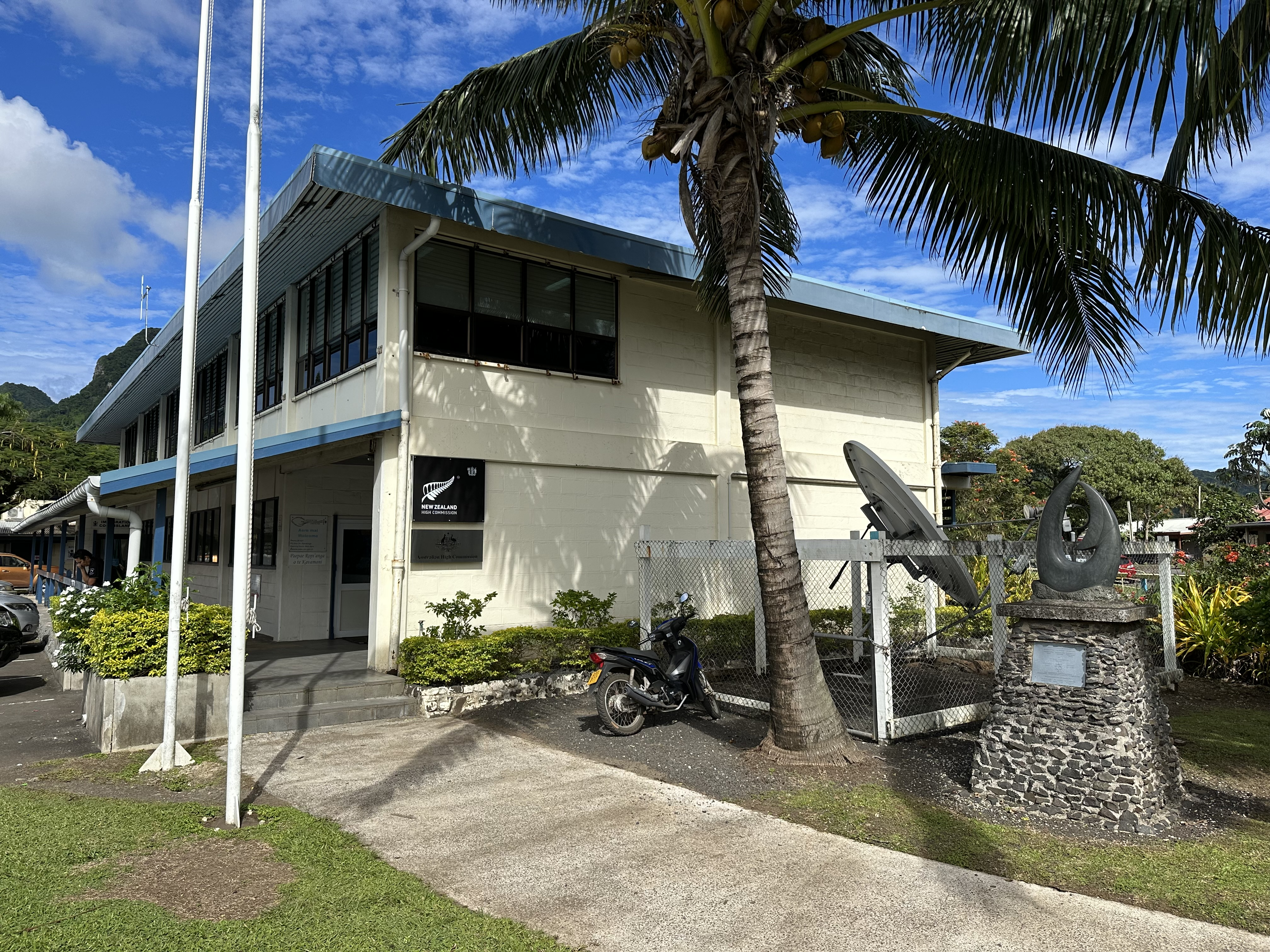
Alta Comisión (embajada) de Nueva Zelanda y de Australia en las Islas Cook

Desde finales de los años noventa, la cooperación entre la República Popular China y las Islas Cook es cada vez mayor, lo que no deja de preocupar a Nueva Zelanda. En 2001, ambos países firmaron un acuerdo de cooperación económica y técnica. En 2004, el flamante Ministerio de Justicia, en el centro de Avarua, se construyó con fondos y trabajadores chinos. Lo mismo ocurrió con la flamante sede de la policía de Avarua en 2007. Todo ello ha suscitado un creciente número de preguntas entre la población local, de las que se ha hecho eco la prensa local. Mucha gente se pregunta qué puede haber prometido el Gobierno a cambio de estos regalos, que a primera vista parecen carecer de contrapartida. 
Más recientemente, en septiembre de 2007, causó polémica un préstamo de 13 millones de dólares neozelandeses (unos 7 millones de euros) al 2% de interés, concedido por el gobierno chino para construir un complejo multideportivo en lugar del estadio nacional de Tereora con vistas a los Mini Juegos del Pacífico Sur y al próximo Campeonato Mundial Juvenil de Netball en 2009. Una vez más, el acuerdo estipulaba inicialmente que las obras serían realizadas íntegramente por trabajadores chinos, lo que fue contestado por la mayoría de la población, que consideraba que debía darse prioridad a la mano de obra local. Al final, en junio de 2008 se llegó a un acuerdo entre el gobierno de Jim Marurai y los chinos, aceptando estos últimos que los movimientos de tierra se confiaran a empresas locales.

### Poder Judicial
El poder judicial de las Islas Cook es un sistema de tribunales que interpreta y aplica las leyes de las Islas Cook. El poder judicial tiene tres niveles: el Comité Judicial del Consejo Privado actúa como último tribunal de apelación. El Tribunal de Apelación de las Islas Cook conoce de las apelaciones del Tribunal Superior. El Tribunal Superior de las Islas Cook se ocupa de los casos penales y civiles, así como de los casos de tierras en virtud del derecho consuetudinario. Los delitos menores son juzgados en el Tribunal Superior por jueces de paz.

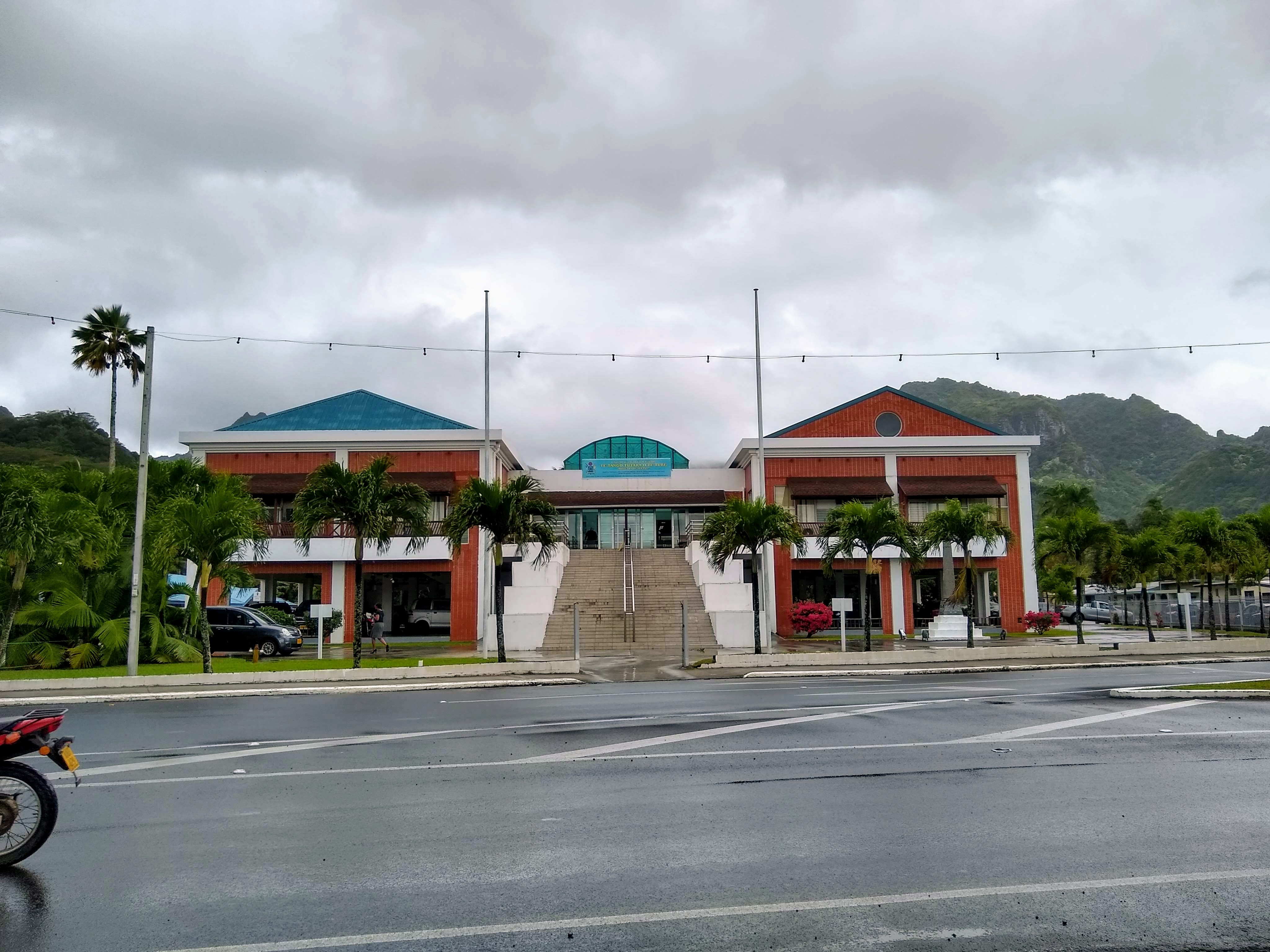
Edificio del Ministerio de Justicia de las Islas Cook

El poder judicial está establecido por la Parte IV de la Constitución de las Islas Cook. Originalmente, la Constitución disponía que los nombramientos fueran realizados por el Alto Comisionado de Nueva Zelanda, y que el Tribunal Superior de Nueva Zelanda actuara como tribunal de apelación. El Juez Principal del Tribunal Superior pasó a llamarse Presidente del Tribunal Supremo en 1975. En 1981, la Ley de Enmienda de la Constitución (n.º 9) de 1980-81 reformó el poder judicial y estableció el Tribunal de Apelación. En 1982 la potestad de nombrar jueces fue repatriada con el establecimiento del cargo de Representante del Rey con la Ley de Enmienda de la Constitución (n.º 10) de 1981-82.
El Presidente del Tribunal Supremo y un Juez del Tribunal de Apelación son nombrados por el representante del Rey con el asesoramiento del Consejo Ejecutivo. Los jueces del Tribunal Superior son nombrados por el representante del rey con el asesoramiento del Consejo Ejecutivo, a propuesta del presidente del Tribunal Supremo y del ministro de Justicia. Los jueces no residentes son nombrados por un mandato de tres años; los demás jueces son nombrados con carácter vitalicio. Los jueces pueden ser destituidos por el representante del rey por recomendación de un tribunal de investigación y sólo por incapacidad para el ejercicio de su cargo, o por mala conducta.
El Tribunal de Apelaciones de las Islas Cook (Cook Islands Court of Appeal) es el tribunal superior de registro de las Islas Cook. Conoce de las apelaciones del Tribunal Superior de las Islas Cook y fue establecido por el artículo 56 de la Constitución de las Islas Cook.
El poder judicial está encabezado por el presidente del Tribunal de Apelaciones o, en ausencia del Presidente, el presidente del Tribunal Superior o el juez de mayor antigüedad. Los jueces tienen una antigüedad basada en la fecha de su primer nombramiento en un tribunal en las Islas Cook o en otro lugar. Las decisiones pueden ser tomadas por un panel de tres jueces cualesquiera y requieren el voto mayoritario del panel. Un juez no puede conocer de una apelación por una decisión que él haya tomado o por un tribunal del que forme parte.
Un juez no puede ser nombrado para el Tribunal de Apelación a menos que haya sido juez del Tribunal de Apelación de Nueva Zelanda, del Tribunal Superior de Nueva Zelanda o del Tribunal Superior de las Islas Cook. Un juez también puede ser nombrado por el Representante del rey si así lo aconsejan el Consejo Ejecutivo y el primer ministro
La mayoría de las sesiones del Tribunal de Apelación tienen lugar en Nueva Zelanda.

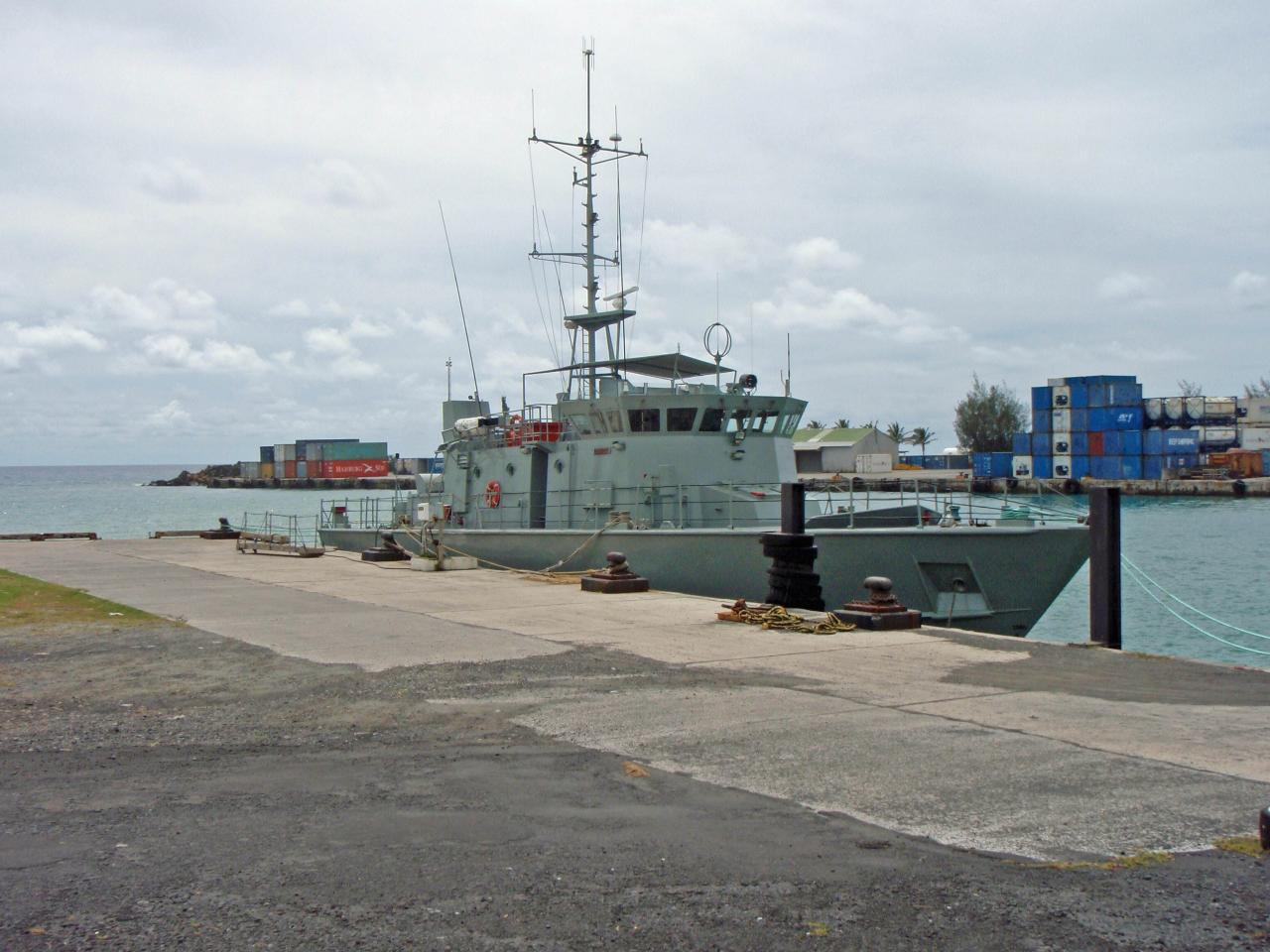
El único buque de la Policía de las Islas Cook

El Tribunal Supremo de las Islas Cook (High Court of the Cook Islands) es el tribunal de primera instancia en las Islas Cook. Tiene jurisdicción general y responsabilidad bajo la Constitución de las Islas Cook para la administración de justicia en las Islas Cook. El Tribunal está establecido por la parte IV de la Constitución de las Islas Cook.
El Tribunal está compuesto por el presidente del Tribunal Supremo de las Islas Cook, otros Jueces y Jueces de Paz. Los jueces deben haber ejercido como abogados en Nueva Zelanda u otro país de la Commonwealth o designado durante al menos siete años, o tener o haber tenido un cargo como Juez de la Corte Suprema de Nueva Zelanda, Corte de Apelaciones de Nueva Zelanda, Corte Suprema de Nueva Zelanda, o un cargo equivalente en un país de la Commonwealth o designado. Los jueces del Tribunal de Tierras Maoríes de Nueva Zelanda son nombrados para la División de Tierras. Los jueces no residentes son nombrados por un período de tres años; otros jueces son nombrados de por vida.
El Tribunal tiene su sede principalmente en Avarua, pero también celebra vistas en Aitutaki y Atiu.

### Defensa
Según la Constitución de las Islas Cook, aprobada en 1965, el Reino de Nueva Zelanda es responsable de la defensa del país. En la práctica, sin embargo, esta función sólo se ejerce a petición del Gobierno de las Islas Cook.

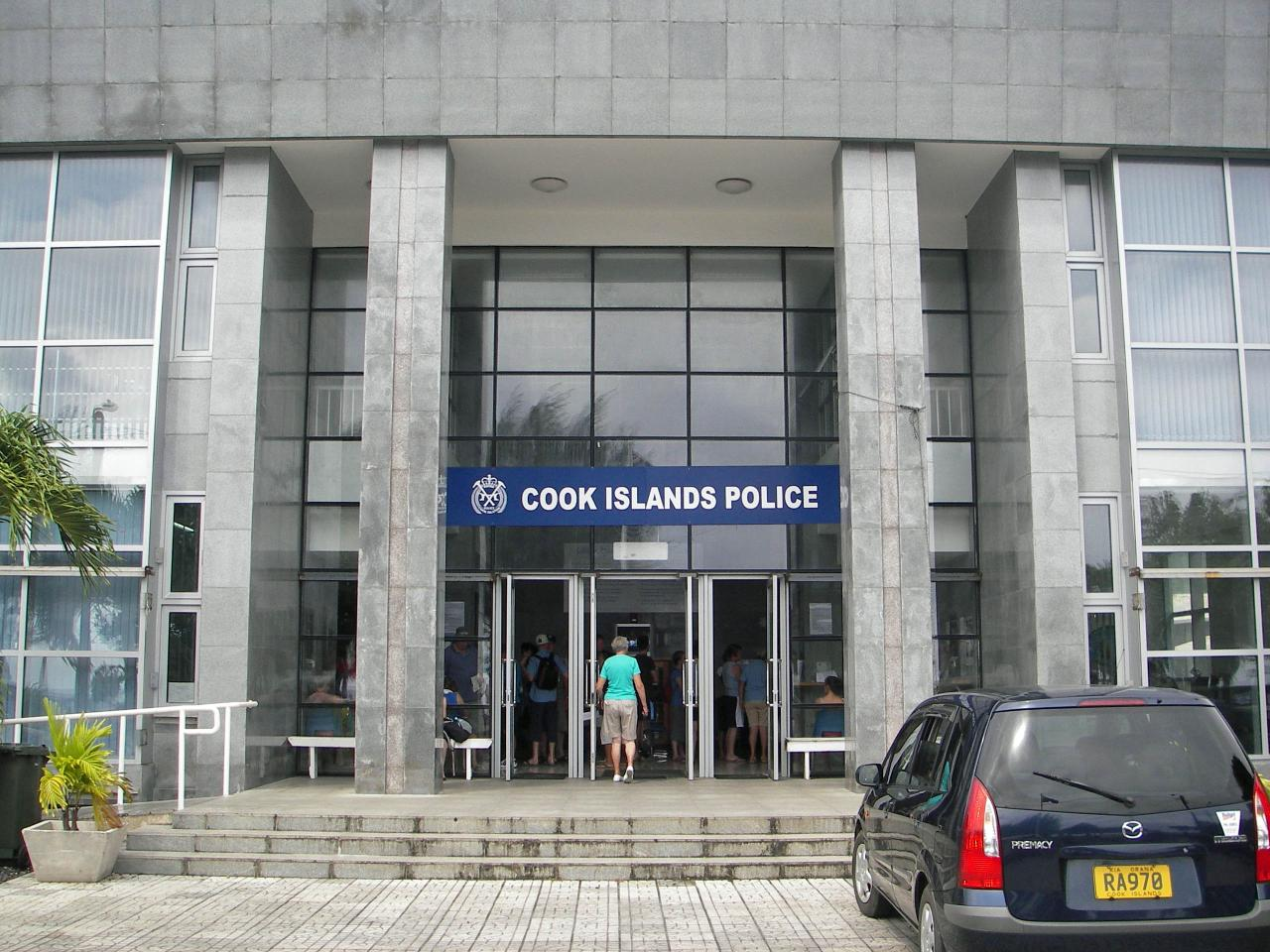
Una estación de policía en las Islas Cook

Existe un Programa de Asistencia Mutua (Mutual Assistance Programme) entre las Islas Cook y Nueva Zelanda, que incluye patrullas de la Zona Económica Costera Exclusiva de las Islas Cook a cargo de lanchas patrulleras neozelandesas, entrenamiento en buceo y armas pequeñas para especialistas de la Unidad Marina de la Policía de las Islas Cook, y sesiones informativas a cargo de especialistas neozelandeses. La sede oficial del Asesor de Defensa de Nueva Zelanda para las Islas Cook es la ciudad de Wellington.
En 1987, el primer ministro de las Islas Cook, Tom Davis, declaró la neutralidad del país inmediatamente después de que Nueva Zelanda se negara a permitir la entrada en sus puertos de buques estadounidenses con armas nucleares a bordo o sistemas de propulsión nuclear. El primer ministro de las Islas Cook declaró que Nueva Zelanda no tenía derecho a dirigir la defensa del país y que los acuerdos entre ambos países estaban obsoletos desde hacía mucho tiempo.
En 1993, en un intercambio de mensajes entre ambos gobiernos, se llegó a un compromiso por el que Nueva Zelanda reconocía al gobierno de las Islas Cook el control sin restricciones no sólo de la política exterior, sino también de la defensa del país.
El total de la zona económica exclusiva en alta mar es de unos 2 millones de kilómetros cuadrados Para esta tarea pueden emplearse buques de la Marina Real de Nueva Zelanda, incluidos sus patrulleros de alta mar de clase Protector. Estas fuerzas navales también pueden recibir el apoyo de aviones de la Fuerza Aérea Real de Nueva Zelanda, incluidos los P-8 Poseidón.
Sin embargo, estas fuerzas son de tamaño limitado y en 2023 el Gobierno las describió como «no aptas» para responder a los desafíos regionales. La «Declaración de Política y Estrategia de Defensa» de Nueva Zelanda, anunciada posteriormente, señalaba que se prestaría mayor atención a la configuración del entorno de seguridad, «centrándose en particular en el apoyo a la seguridad en y para el Pacífico».
La seguridad interna corre a cargo de las formaciones de la Policía Nacional. El Comisionado de Policía es nombrado por el ministro de Policía.

### Derechos Humanos
La dispersión de la población entre la capital continental, Rarotonga, y las Islas Exteriores supone una desigualdad en la prestación de servicios públicos. La migración interna entre Rarotonga y las Islas Exteriores es relativamente alta debido a la falta de oportunidades de escolarización y empleo, y al aumento del nivel de vida y la disponibilidad de servicios médicos y educativos en Rarotonga. Las Islas Cook son un estado en libre asociación con Nueva Zelanda desde 1965, y tiene potestad para legislar sus propias leyes y suscribir instrumentos internacionales de derechos humanos por propia iniciativa. El país tiene un sistema parlamentario Westminster elegido democráticamente. En general, los derechos se respetan bien, tal y como establece la Constitución de 1965, pero siguen existiendo algunos problemas.Entre ellos se incluyen las limitaciones que siguen existiendo sobre los derechos y libertades legislados, la participación política, los derechos de la mujer, los derechos de las minorías sexuales y los límites a la libertad religiosa.

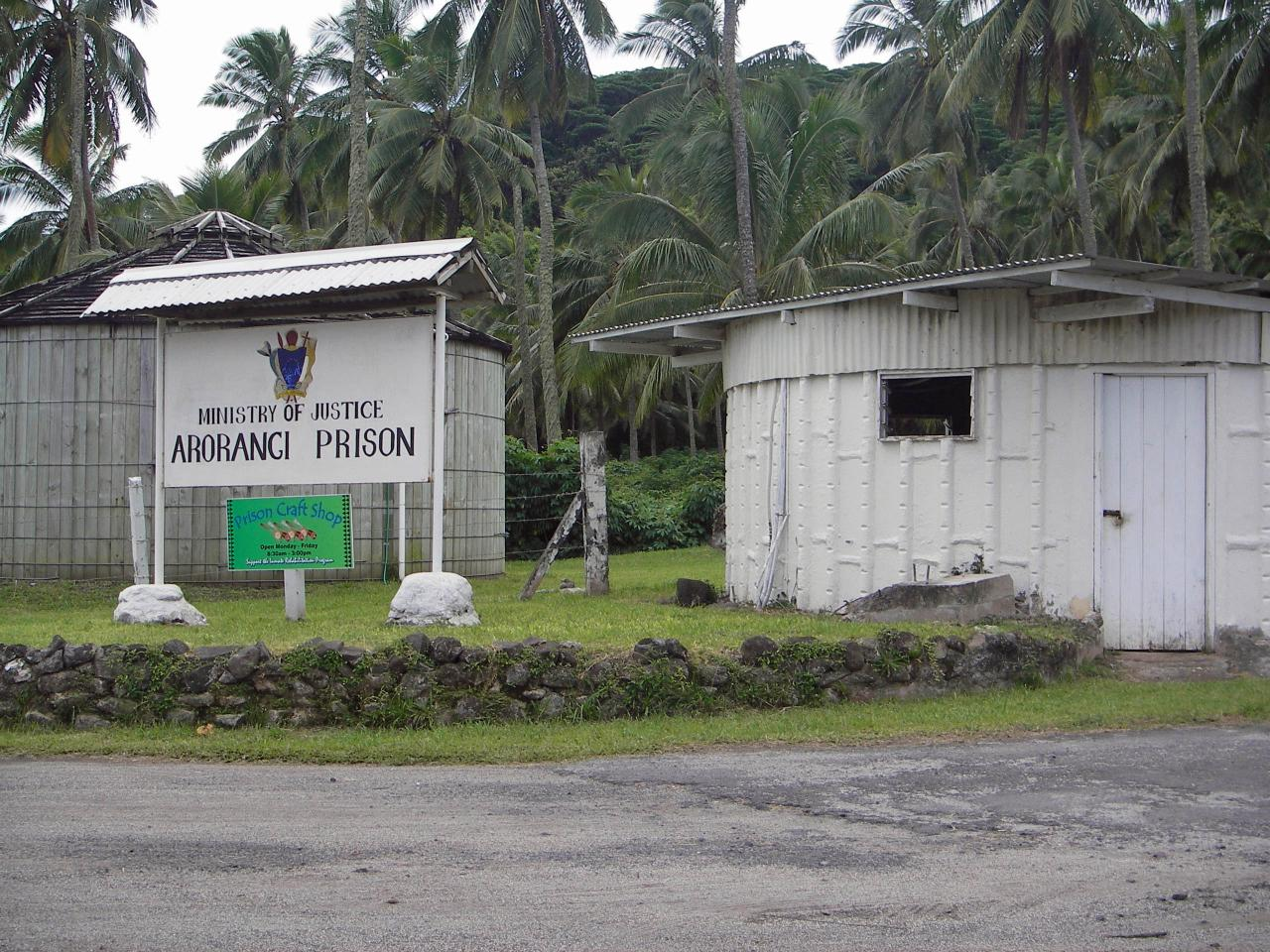
Prisión de Arorangi en Rarotonga

Las Islas Cook no son miembro de las Naciones Unidas. Desde 1988, los tratados firmados por el gobierno neozelandés no se extienden a las Islas Cook a menos que se indique expresamente. Anteriormente, los tratados firmados por Nueva Zelanda extendían a las Islas Cook la aplicación del Pacto Internacional de Derechos Civiles y Políticos (PIDCP) y su primer Protocolo Facultativo, el Pacto Internacional de Derechos Económicos, Sociales y Culturales (PIDESC) y la Convención sobre la Eliminación de todas las Formas de Discriminación Racial (CEDR).
Cabe destacar que las Islas Cook aún deben ratificar por derecho propio siete de los nueve tratados fundamentales de derechos humanos. Los dos instrumentos ratificados por el país desde 1988 son la Convención sobre los Derechos del Niño (CDN), en 1997, y la Convención sobre la Eliminación de todas las Formas de Discriminación contra la Mujer (CEDAW), en 2006. Islas Cook también ha ratificado la Convención sobre los Derechos de las Personas con Discapacidad, los Convenios de Ginebra de 1949 y el Estatuto de Roma de la Corte Penal Internacional (CPI).Los derechos civiles y políticos fundamentales están protegidos por la Ley Constitucional de 1964, Parte IV, introducida por la Enmienda Constitucional n.º 9 en 1981. Entre los derechos protegidos se incluyen: Derecho a la vida, la libertad y la seguridad de la persona (sección 64(1)(a)) No discriminación (sección 64(1)) Igualdad ante la ley (sección 64(1)(b)) Derechos de propiedad (sección 64(1)(c)) Libertad de pensamiento, conciencia y religión (sección 64(1)(d)) Libertad de reunión y asociación pacíficas (sección 64(1)(f)) Debido proceso y juicio justo (sección 65)
Cada uno de estos derechos está sujeto a limitaciones a través de la sección 64(2) de la Ley Constitucional por: cualquier promulgación o norma legal en vigor; para proteger los derechos y libertades de los demás o en interés de la seguridad, el orden o la moral públicos; el bienestar general; o la seguridad de las Islas Cook.En este sentido, las protecciones legales no son absolutas hasta que se eliminen las limitaciones descritas. En noviembre de 2007, el Gabinete nombró al Defensor del Pueblo para dirigir la Oficina de Derechos Humanos de las Islas Cook.Esto se ha interpretado como que el Gabinete ha emitido una directiva para que el Defensor del Pueblo cree una División de Derechos Humanos dentro de su cartera.
En virtud de la Ley de Discapacidad de las Islas Cook de 2008, la jurisdicción del Defensor del Pueblo se amplió aún más para investigar las denuncias de discriminación contra los discapacitados.Las Islas Cook son el primer país insular del Pacífico en desarrollar una política y un plan de acción en materia de discapacidad basados en los derecho. La pena de muerte no se abolió hasta 2007, aunque en realidad nunca se había aplicado. Antes de la reforma, la pena capital sólo se aplicaba al delito de traición, para el que era la condena automática.El sufragio es universal para los mayores de 18 años.La participación parlamentaria femenina está presente, pero no es paritaria. En 2009 había tres mujeres en los 25 escaños del Parlamento de las Islas Cook.
En la actualidad hay una diputada, Ngamau Munokoa, que fue la primera mujer en ocupar el cargo de Vice primera ministra de las Islas Cook. Una cuestión relevante es la presencia de la Cámara de Ariki, un órgano parlamentario de altos jefes de las Islas Cook que no son elegidos, sino nombrados por el representante del Rey. Se supone que el grupo sólo discute los asuntos que le asigna el Parlamento elegido democráticamente, y en respuesta sólo responde con sus opiniones. En junio de 2008 se produjo una amenaza a la democracia durante una reivindicación golpista de una pequeña mayoría de los miembros de la Cámara de Ariki, que pretendían hacerse con el control de la dirección del país. La reivindicación pasó con bastante rapidez y fue un incidente aislado. En cuanto a la participación de los jefes en la Casa de Ariki, se atribuye al cristianismo el reconocimiento de las mujeres como ariki (jefas). Las mujeres son igualmente reconocidas como jefas en Rarotonga, pero menos en las Islas Exteriores.

## Geografía

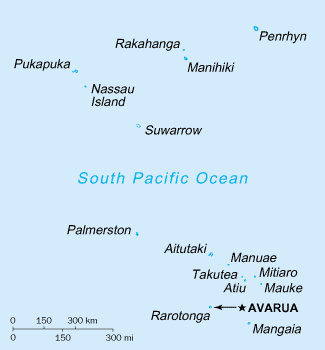
Mapa de las Islas Cook.

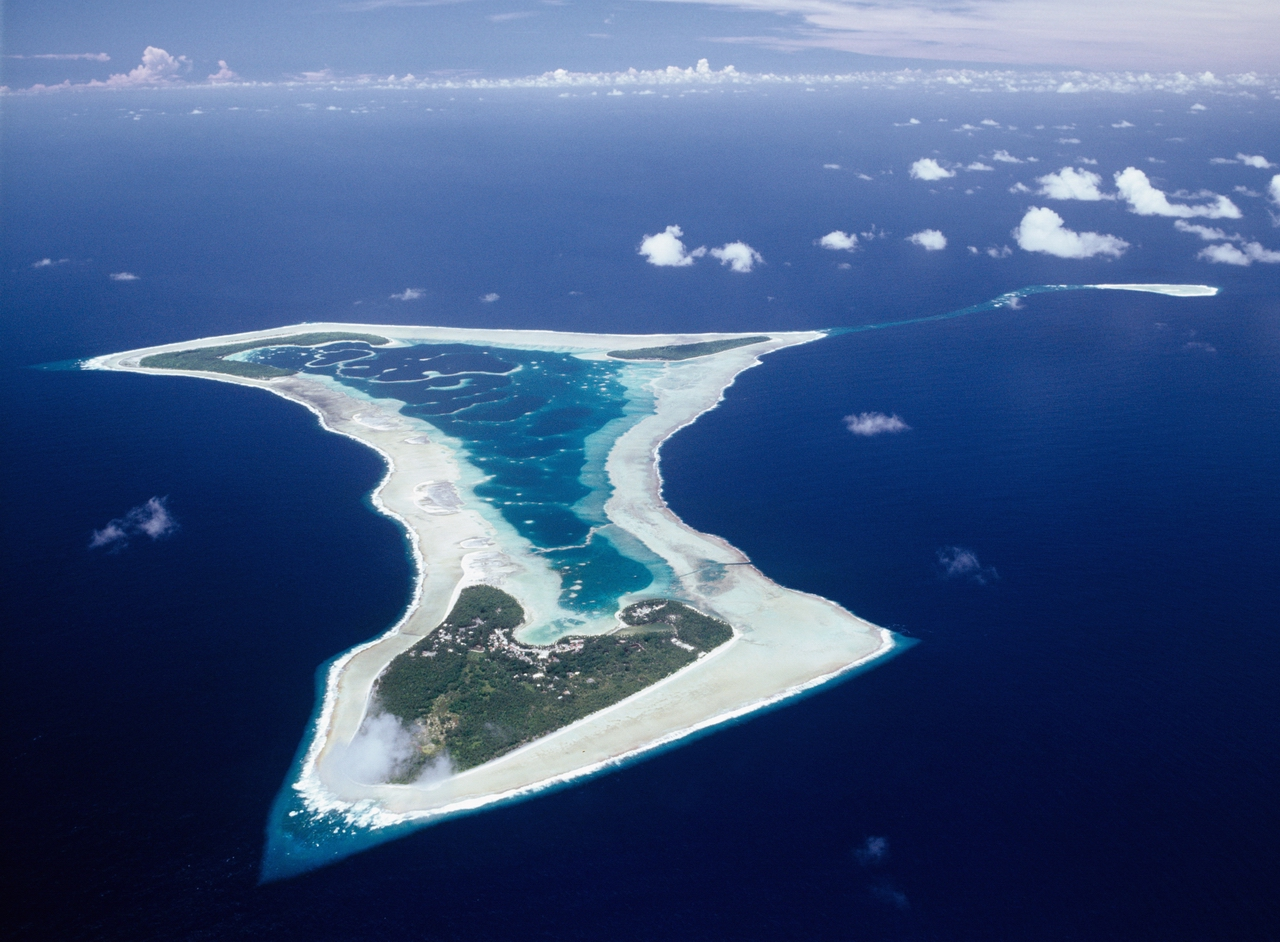
Vista aérea de Pukapuka.

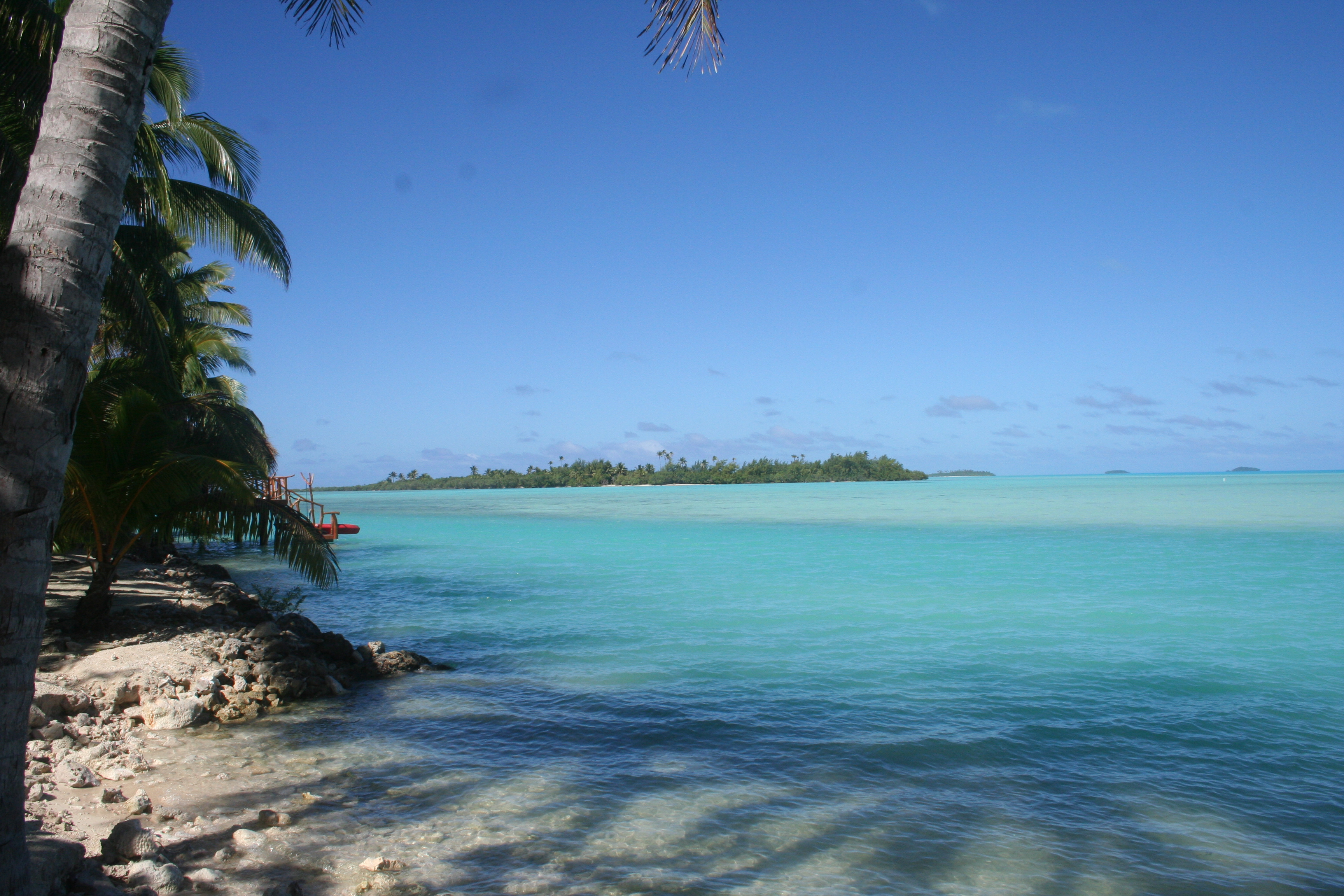
Playa de las Islas Cook.

Situado entre los paralelos 9° y 23° de latitud sur, el archipiélago consta de 9 islas volcánicas montañosas al sur y numerosos atolones bajos al norte, que en conjunto tienen un área de 236 km². El punto más alto es el Te Manga (652 m). La capital, Avarua, se localiza en la isla de Rarotonga, la más grande del país, con 67,3 km².
El clima es tropical, moderado con algunos vientos. Por lo general recorren tifones de noviembre a marzo.
Los 10 consejos de las Islas Exteriores son
|  |  | Aitutaki (incluyendo la isla inhabitada de Manuae) |
|  |  | Mangaia                                            |
|  |  | Atiu (incluyendo la isla inhabitada de Takutea)    |
|  |  | Mauke                                              |
|  |  | Mitiaro                                            |
|  |  | Manihiki                                           |
|  |  | Penrhyn                                            |
|  |  | Rakahanga                                          |
|  |  | Pukapuka (incluyendo Nassau y Suwarrow)            |
|  |  | Palmerston                                         |

Son 9 municipios.

### Islas Cook del Sur

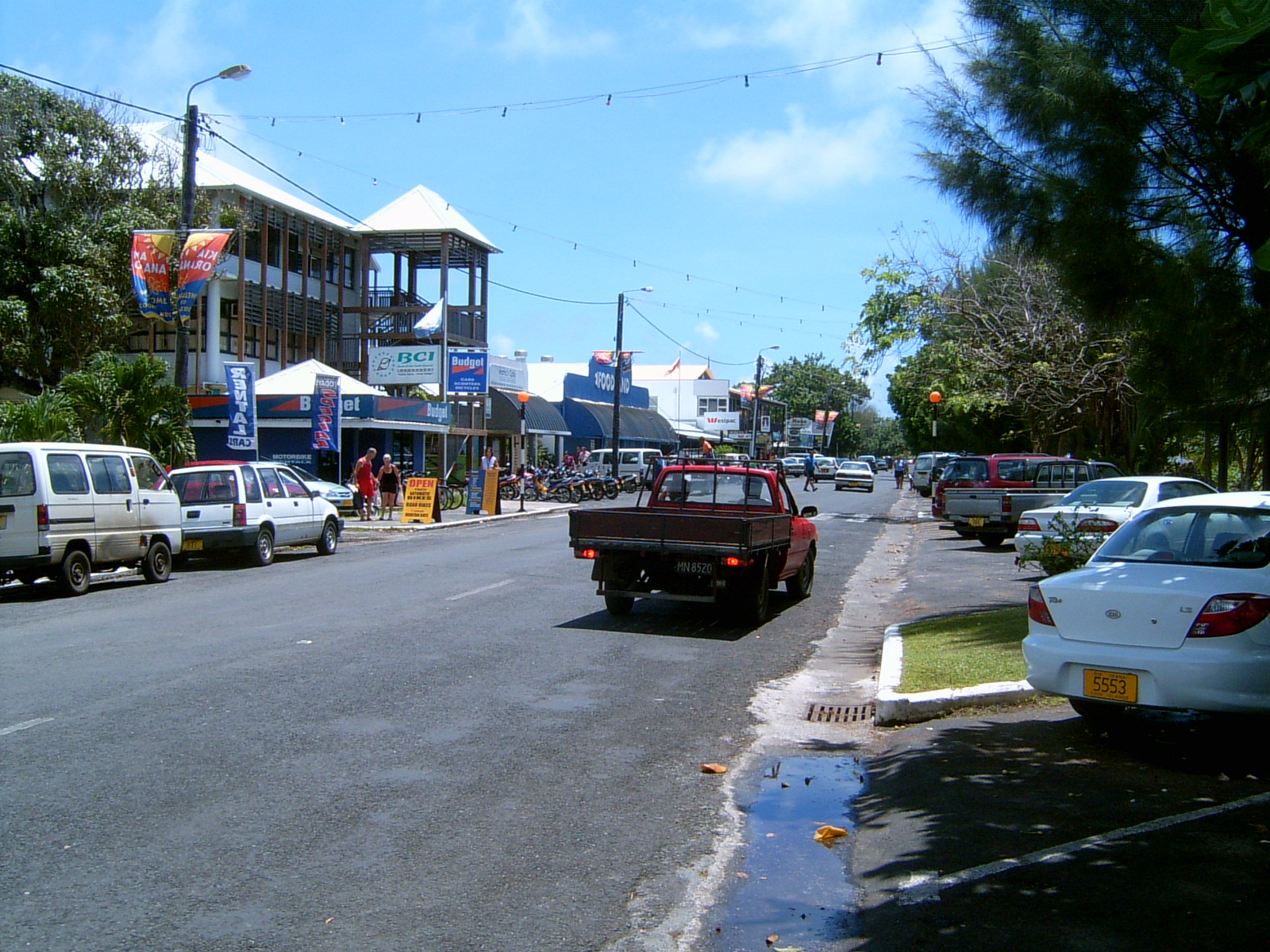
Calle principal de Avarua.

- Aitutaki
- Atiu
- Mangaia
- Manuae
- Mauke
- Mitiaro
- Isla Palmerston
- Rarotonga (capital)
- TakuteaCalle principal de Avarua.

### Islas Cook del Norte
- Manihiki
- Nassau
- Penrhyn Island, también conocida como Tongareva o Mangarongaro
- Pukapuka
- Rakahanga
- Suwarrow, también llamada Suvorov

### Geología

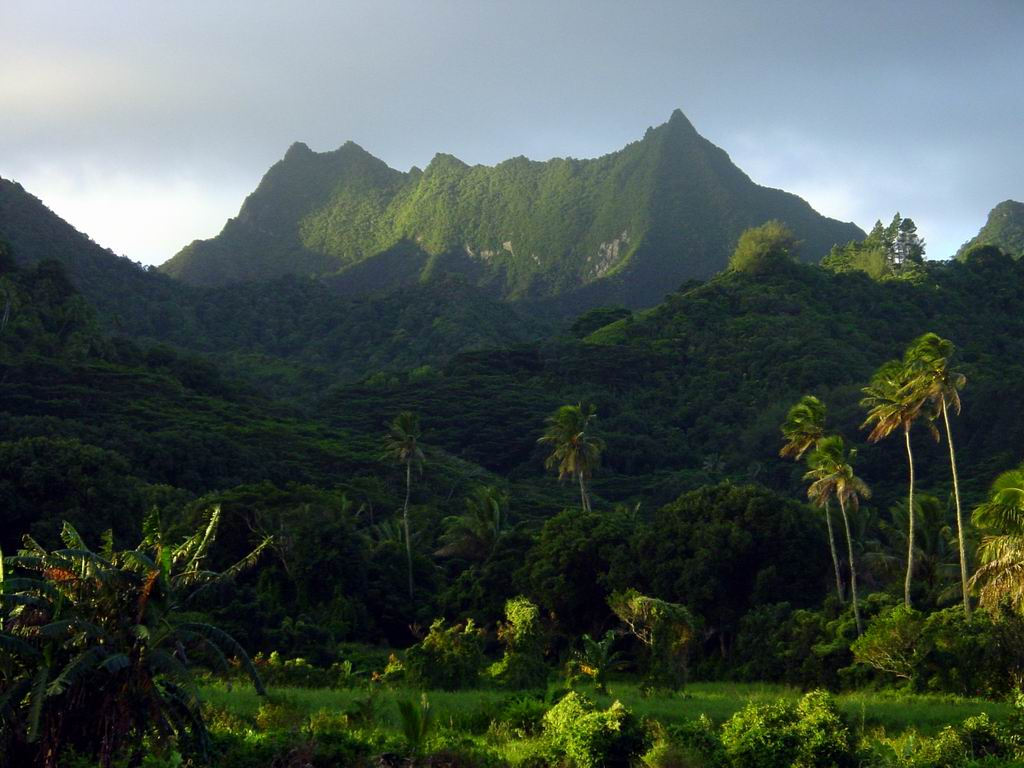
Te Manga, el pico más alto de Rarotonga visto desde la costa sur.

Hay quince islas Cook, todas ellas relacionadas con volcanes extintos que han entrado en erupción en la autopista de puntos calientes volcánicos del centro-sur del océano Pacífico. Las islas bajas incluyen seis de las más septentrionales, que son atolones, y cuatro de las más meridionales, que son islas coralinas elevadas. Rarotonga, la mayor del grupo, es una isla volcánica montañosa. Entre las formaciones rocosas se encuentran volcanes de finales del Plioceno y más recientes, arrecifes del Oligoceno y Mioceno y caliza del Terciario medio subyacente a los atolones.
 

La aparición más reciente de los arrecifes de coral se caracteriza en varios casos por el descenso del nivel del mar en Mangaia, de al menos 1. El borde septentrional del atolón de Suwarrow presenta porciones de arrecife datadas entre 4680 y 4310 años a. C. y, al noreste del atolón, las tres crestas están datadas desde tierra firme en 4220 años a. C., 3420 años A.P. y a partir de 1250 años A.P. En Mitiaro, el centro de la llanura arrecifal presenta regiones datadas entre 5140 y 3620 años A.P.

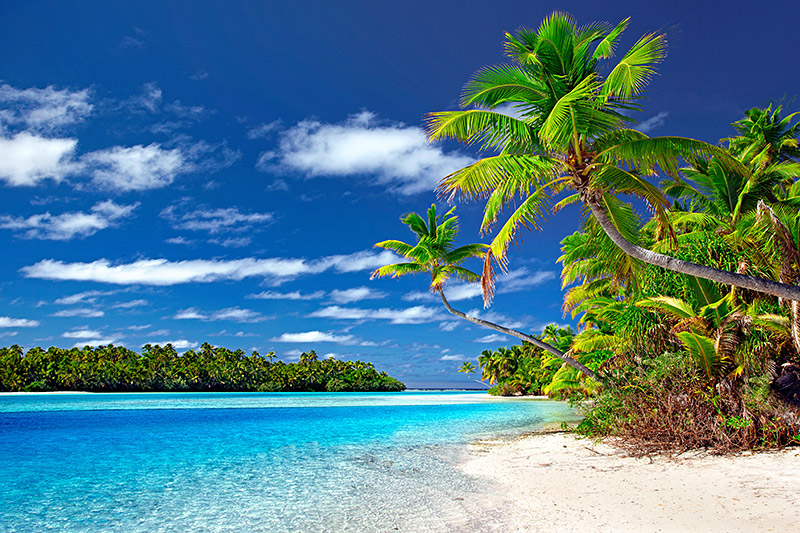
Tapuaetai, Islas Cook

Aunque no todas las islas tienen fechas firmes por razones técnicas después de la composición moderna y los estudios de redatación se entiende más. Rarotonga entró en erupción hace entre 1-697 y 1-157 millones de años, por lo que no puede atribuirse, por ejemplo, al punto caliente de Macdonald, que atravesó esta zona hace 20 millones de años y explica la cercanía de Mangaia. Si su formación comenzó con ese punto caliente, sería un ejemplo de vulcanismo rejuvenecido, en lugar de su atribución convencional al punto caliente de Rarotonga, que no es definitiva. El principal tipo de roca sobre el mar son los basaltos, en su mayoría basaltos de olivino, pero las erupciones de fonolita y traquita se encuentran al sureste de la isla y en el islote lagunar de Taa Koka. Las erupciones de fonolita también son comunes alrededor de la caldera central. Hay gravas y arenas sedimentarias costeras, así como depósitos de coral. Un depósito de coral elevado 1,8 m cerca del aeródromo ha sido datado en 43.000 años.

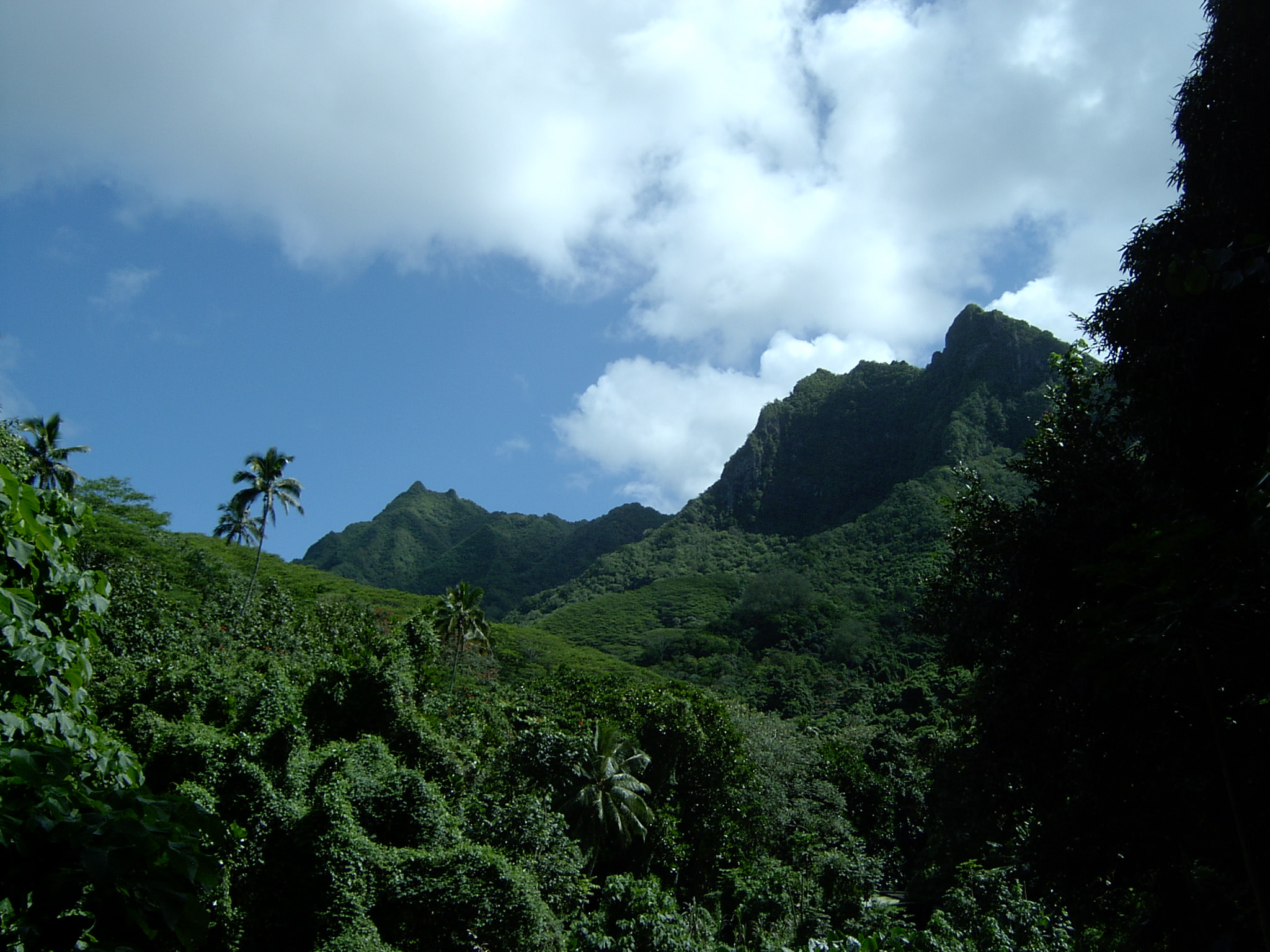
Valle de Turangi en las islas Cook

Los volcanes basálticos de 19 millones de años de antigüedad han sido objeto de amplios estudios, ya que son el tipo de un yacimiento de magma basáltico reciclado que se cree que tiene elementos de más de 500 millones de años de antigüedad y que se conoce como yacimiento del manto HIMU (alto μ = 238U/204Pb).
Aitutaki, que entró en erupción más recientemente en la plataforma carbonatada de un atolón cercano, se ha caracterizado ahora como un ejemplo de vulcanismo rejuvenecido con edades comprendidas entre 1.941 y 1.382 millones de años en lugar de la asignación convencional al llamado punto caliente de Rarotonga. Sin embargo, su volcán base fue un volcán de punto caliente que entró en erupción hace entre 9 y 39 millones de años, en la secuencia temporal esperada en la serie de volcanes de punto caliente de Arago. Aitutaki, una isla alta, ha sido descrita como un casi-atolón, con el 85% de la superficie dentro del arrecife como una laguna, con en su isla central compuesta principalmente de rocas volcánicas, así como las dos islas volcánicas más pequeñas de Moturakau y Rapota, y algunas islas más pequeñas de arena de carol.

El punto caliente de Arago, que atraviesa la zona de las Islas Cook por el norte, es el más joven, en esta zona del Pacífico, de los dos puntos calientes volcánicos definidos que contribuyeron a la formación de la mayor parte del sur de las Islas Cook

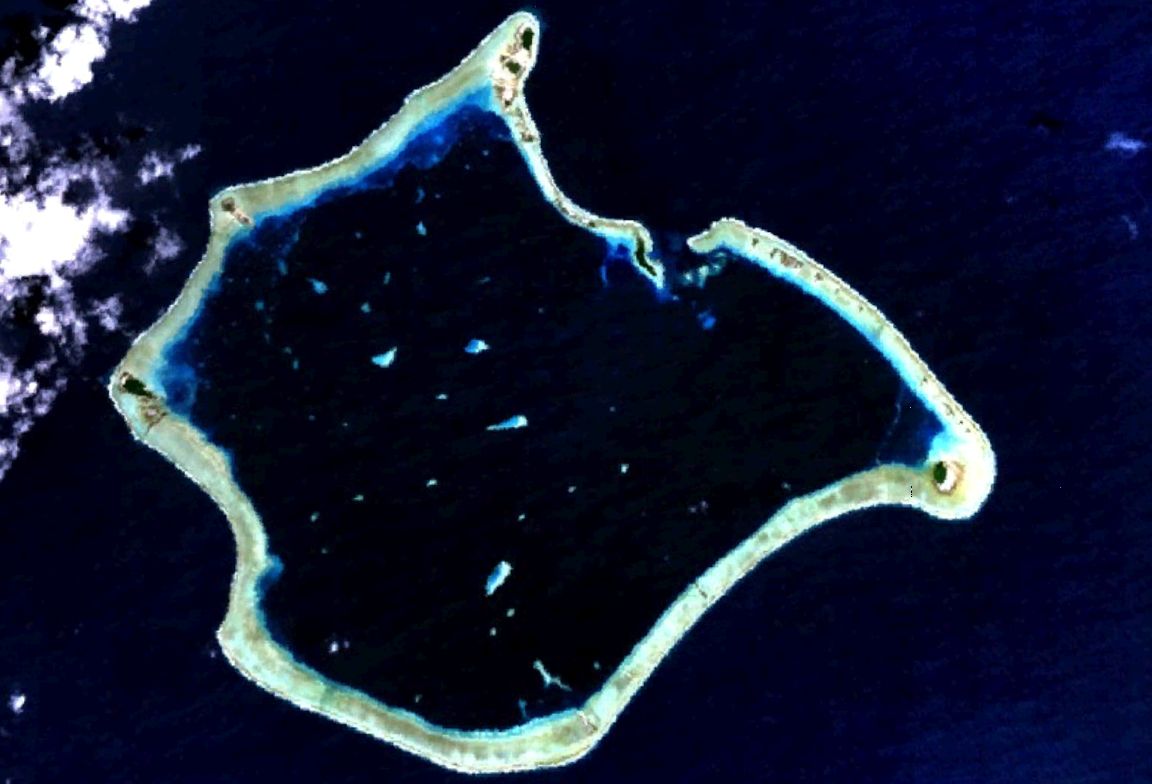
Isla Suwarrow.

las islas de Manihiki, Nassau, el atolón de Penrhyn,Pukapuka, Rakahanga y Suwarrow probablemente tengan capas de piedra caliza en sus grandes y antiguos volcanes en erupción de principios del Terciario que ahora son atolones de coral. El volcán más grande es el Penrhyn, que se eleva 4.900 m desde el fondo del mar.

### Suelos
Los suelos de las islas del Grupo Norte de las Cook tienen una composición típica de otros atolones de Oceanía, con restos de coral y bajos niveles de materia orgánica acumulada en las capas superiores. Estos suelos son poco fértiles, muy porosos y aptos únicamente para cocoteros, pandanus y algunas otras especies de plantas tropicales. En las zonas pantanosas se cultiva taro.
Los suelos de las islas del grupo meridional del archipiélago de Cook son en su mayoría de origen volcánico, lo que los hace más fértiles y, por tanto, más aptos para la agricultura. A excepción de Rarotonga y Aitutaki, la mayoría de las islas del Grupo Sur tienen una topografía muy accidentada. Como la makatea está compuesta de caliza coralina, los suelos tienen un pH elevado. En las tierras bajas de las islas predominan los suelos aluviales fértiles. Algunas zonas del interior de Atiu y Mangaia sufren una fuerte erosión del suelo (consecuencia del cultivo de plantaciones de piña). Gran parte de la isla de Rarotonga está cubierta de suelos erosionados.

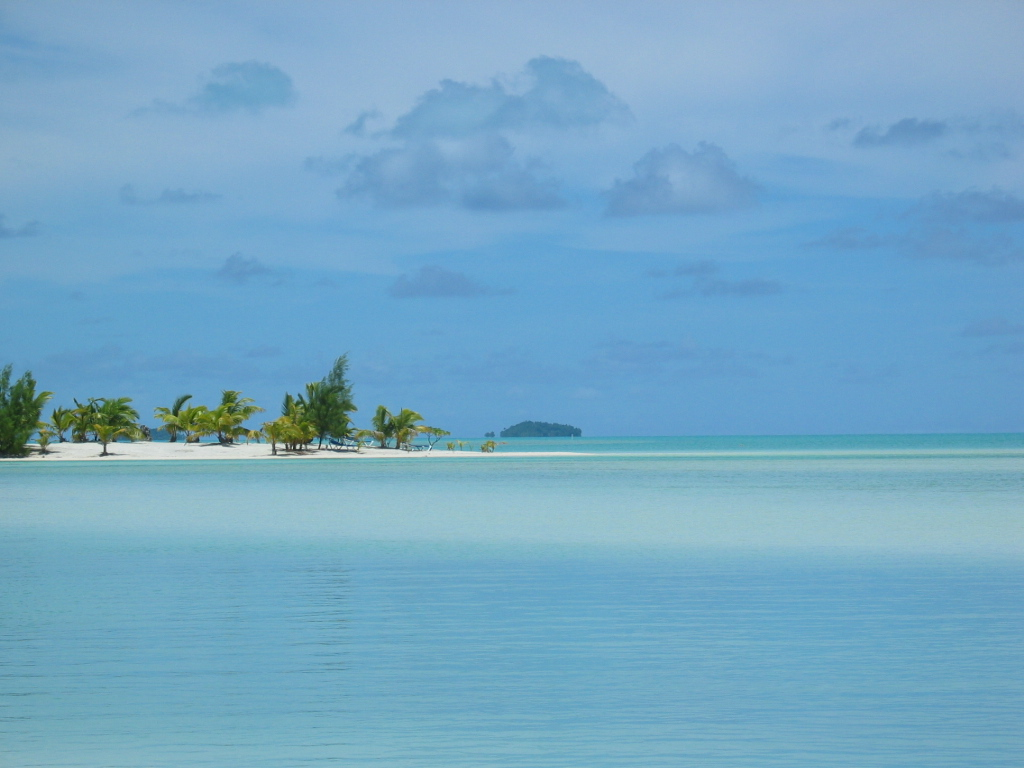
Laguna del atolón de Aitutaki. La mayoría de las islas Cook son atolones bajos que carecen de lagos de agua dulce o grandes corrientes de agua en forma de ríos.

Las islas del Grupo Norte no tienen ríos debido a su escasa superficie, baja altitud y suelos porosos. En su lugar, el agua que se filtra por el suelo forma una lente de agua ligeramente salobre. Sin embargo, esta fuente de agua se agota rápidamente, por lo que los lugareños dependen principalmente del agua de lluvia recogida en depósitos especiales. Las islas de Pukapuka, Nassau y Rakahanga tienen pozos.
Las islas volcánicas del Grupo Sur tienen fuentes de agua dulce de buena calidad. Por ejemplo, los habitantes de Rarotonga y Mangaia obtienen el agua necesaria de manantiales y pequeños arroyos de agua que fluyen por los valles de las islas, y otras islas del grupo tienen grandes reservas de agua subterránea.

### Flora y Fauna
La flor nacional de las Islas Cook es el Tiare māori o Tiale māoli (Penrhyn, Nassau, Pukapuka).
Las Islas Cook tienen una gran población no nativa de Kiore toka (ratas de barco) y ratas de la Polinesia. Las ratas han reducido drásticamente las poblaciones de aves en las islas.
En abril de 2007, 27 loritos de Kuhl fueron reintroducidos en Atiu desde Rimatara. Los fósiles y las tradiciones orales indican que esta especie había vivido en al menos cinco de las islas del grupo sur con anterioridad. La venta excesiva de su plumaje rojizo es la razón principal para la extinción de las especies en las islas Cook.

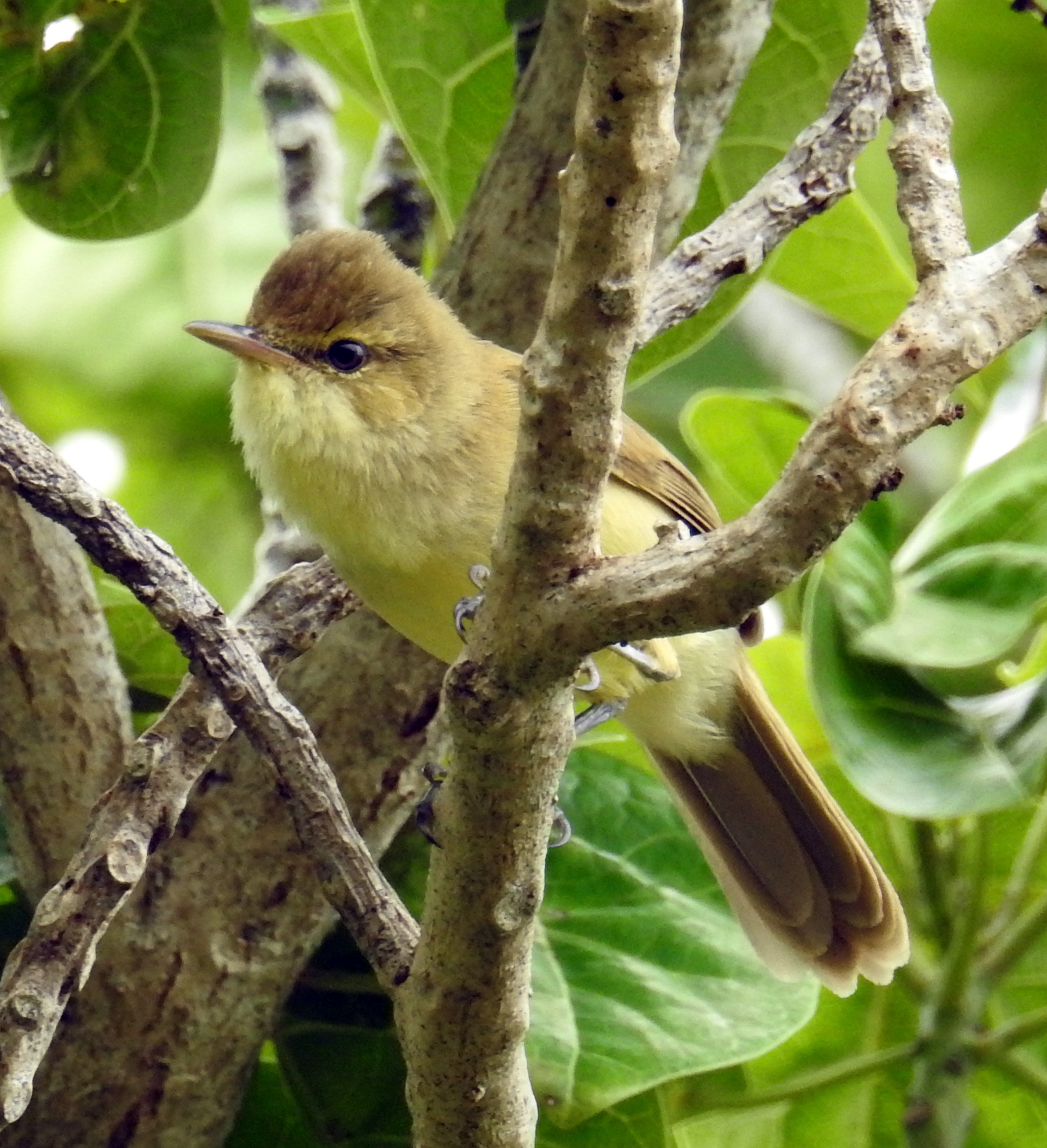
Carricero común (Acrocephalus kerearako) en las Islas Cook

La vegetación de las islas Cook difiere poco de la de otros atolones del Pacífico. Sólo en las islas del grupo Sur la cubierta vegetal es más diversa, lo que se debe en gran parte a las peculiaridades de la estructura geológica y el origen volcánico de estas islas. En ellas se distinguen varias zonas de vegetación distinta: flora macatea, flora costera, flora de marismas, comunidades de helechos y bosques.
Las comunidades vegetales de Makatea desempeñan un papel muy importante en la vida de la población local. Antes de la introducción de cabras y cerdos en las islas, las zonas de makatea permanecían prácticamente intactas para el ser humano. Todavía existe un gran número de plantas, muchas de las cuales se utilizan con fines medicinales, como vivienda y para construir canoas. La flora costera de islas como Rarotonga y Aitutaki está sometida a un importante impacto antropogénico debido al desarrollo turístico. 
Además de las plantas tradicionales, en la costa se encuentra un gran número de plantas introducidas por el hombre, como la mimosa. Los humedales de las islas Cook, en el archipiélago de Cook, albergan plantas típicas de la zona y los lugareños cultivan taro. En las islas de Atiu, Mangaia, Mauke y Rarotonga abundan los helechos, que protegen la fina capa de suelo fértil de la lixiviación. La selva húmeda cubre hasta el 64% de la isla de Rarotonga, mientras que las nefelogileas (bosques tropicales de hoja perenne en las laderas de las montañas a 400 metros de altitud, en el cinturón de condensación de la niebla), que contienen muchas plantas endémicas, cubren hasta el 3% de la isla.

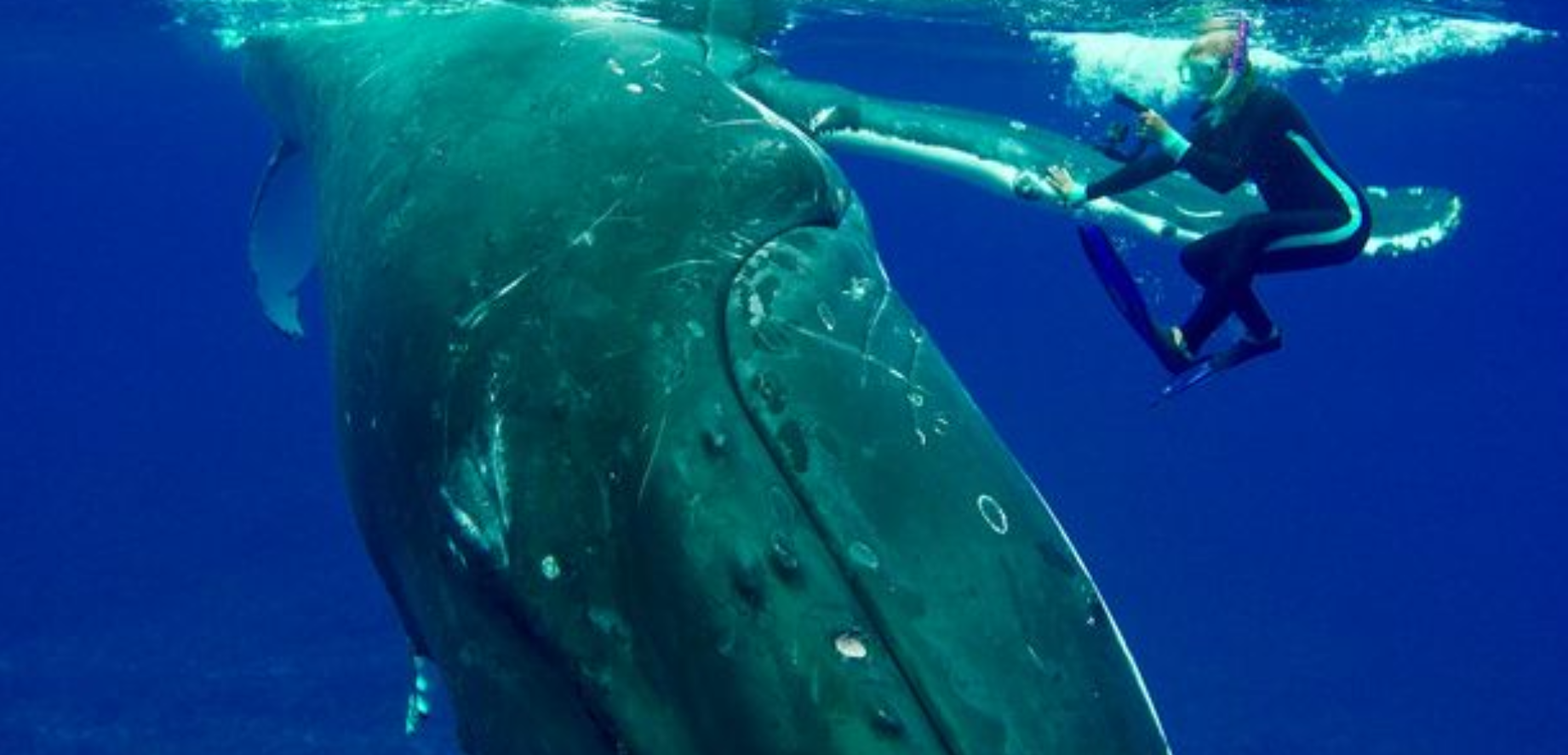
Una Ballena Jorobada (Megaptera novaeangliae) en aguas de las Islas Cook, cuya zona económica exclusiva cubre 1.960.027 kilómetros cuadrados un tamaño similar a la superficie terrestre de México

Las plantas típicas de las islas volcánicas son las casuarinas, los hibiscos, los frangipani y las buganvillas introducidas por los europeos. La escasa vegetación de los atolones, donde los suelos son muy pobres y la única fuente de agua dulce es la lluvia, está representada por el pandanus. Los cocoteros son omnipresentes.
Los mamíferos terrestres son principalmente especies introducidas, como perros, cerdos y gatos. En las islas de Rarotonga y Mangaia viven el zorro volador de Tonga (lat. Pteropus tonganus), pequeñas ratas (lat. Rattus exulans) y ladrones de palmeras (lat. Birgus latro).

Las islas Cook tienen una vegetación relativamente variada

La ornitofauna de las Cook es muy rica. Las islas del Grupo Norte, en su mayoría cubiertas de cocoteros, albergan una sola especie de ave terrestre, la paloma frugívora del Pacífico (en latín: Ducula pacifica), que se alimenta de los frutos de la magnífica guettarda (en latín: Guettarda speciosa). Sin embargo, islas como Suvorov y Takutea son lugares de grandes mercados de aves, donde anidan muchas especies de aves marinas: charrán oscuro (Lat. Sterna fuscata), fragata pequeña (Lat. Fregata ariel), piquero patirrojo (Lat. Sula sula), faetón de cola roja (Lat. Phaethon rubricauda), fragata grande (Lat. Fregata minor), águila parda (Lat. Sula leucogaster), águila azul (Lat. Sula dactylatra), pato de Tahití (Lat. Numenius tahitiensis). 
Las islas del Grupo Sur albergan 11 especies de aves terrestres autóctonas no migratorias. Entre ellas, 4 especies de aves endémicas que se encuentran en una sola isla (Rarotonga pomarea), Rarotonga aplonis  (Lat. Aerodramus sawtelli, Lat. Todiramphus ruficollaris), dos especies de aves endémicas que anidan en las dos islas (paloma moteada de Rarotonga, carricero de Cook) y 5 especies de aves no endémicas.

## Demografía

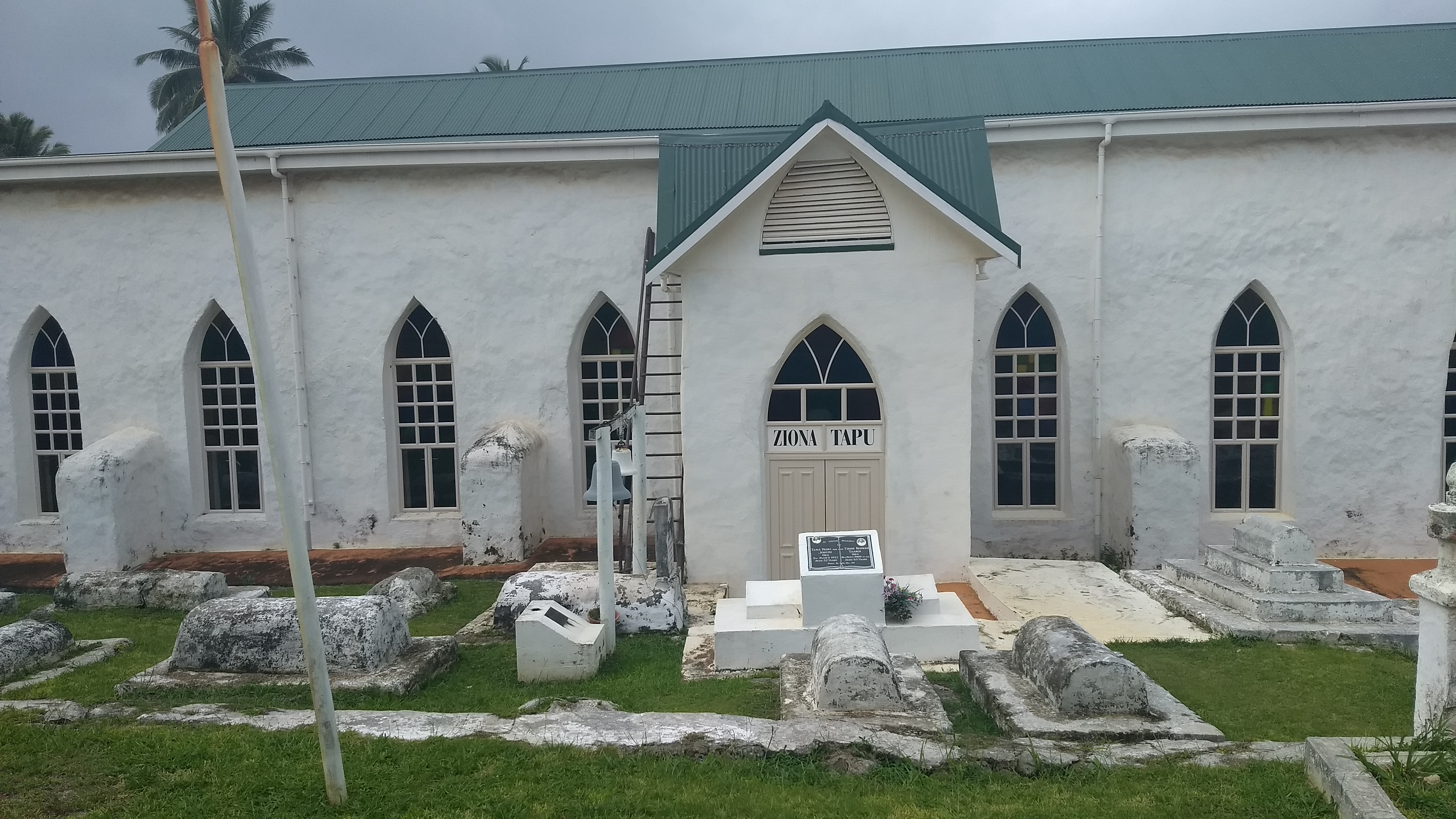
Iglesia en Arutanga, Aitutaki

La mayoría de los habitantes son polinesios étnicos (81 %), con minorías mestizas (15 %), europeas (2 %) y otras. 
Muchos habitantes han emigrado a otros países, se estima que existen alrededor de 60 000 habitantes en el extranjero; de los cuales 40 000 están en Nueva Zelanda. Existe dentro del país un decrecimiento en todas las islas, excepto Rarotonga.

### Religión
La religión dominante en las Islas Cook es el cristianismo, que fue difundido en el archipiélago por los misioneros de la Sociedad Misionera de Londres, que desembarcaron allí por primera vez (concretamente en la isla de Aitutaki) en 1821. Con la difusión del cristianismo en las Islas Cook, se puso fin a la práctica del canibalismo, el infanticidio y la adoración de ídolos. Los misioneros promovieron la alfabetización entre la población local, los principios básicos de la economía monetaria y crearon una forma escrita de la lengua de Cook basada en el alfabeto latino o romano. La agricultura recibió un impulso de desarrollo: se pasó de la improductiva agricultura de subsistencia a la agricultura de plantación. 
Las Islas Cook fueron invadidas en algún momento entre el 900 y el 1200 de nuestra era por colonos polinesios, que trajeron consigo la mitología polinesia. A lo largo de los siglos siguientes, ésta desarrolló características distintivas en las islas, formando una mitología única y local. Las leyendas y las historias se transmitían por tradición oral a través de canciones y cantos. En la isla de Rarotonga, el paisaje físico estaba muy ligado a la religión, y todos los marae (edificios sagrados) construidos estaban orientados hacia Ara Metua, la antigua carretera que rodeaba la isla. 
La mitología de las Islas Cook incluía a Avaiki, la patria ancestral y tierra de los dioses; héroes como Nganaoa; y dioses y diosas como Avatea, Ina, Marama, Papa, Rongo y Tangaroa.
El sistema tribal tradicional encabezado por jefes hereditarios fue sustituido gradualmente por una forma de gobierno centralizada dirigida por políticos elegidos, y las familias extensas (es decir, familias que incluían no sólo a padres e hijos, (es decir, familias que incluían a familiares directos además de padres e hijos) fueron sustituidas gradualmente por familias nucleares (es decir, familias que incluían al cabeza de familia, a su cónyuge y a los hijos que aún no se habían casado) que se asentaron en las costas de las islas, en lugar de en el centro de las mismas, como había ocurrido anteriormente (la excepción fue Atiu, donde ocurrió lo contrario).

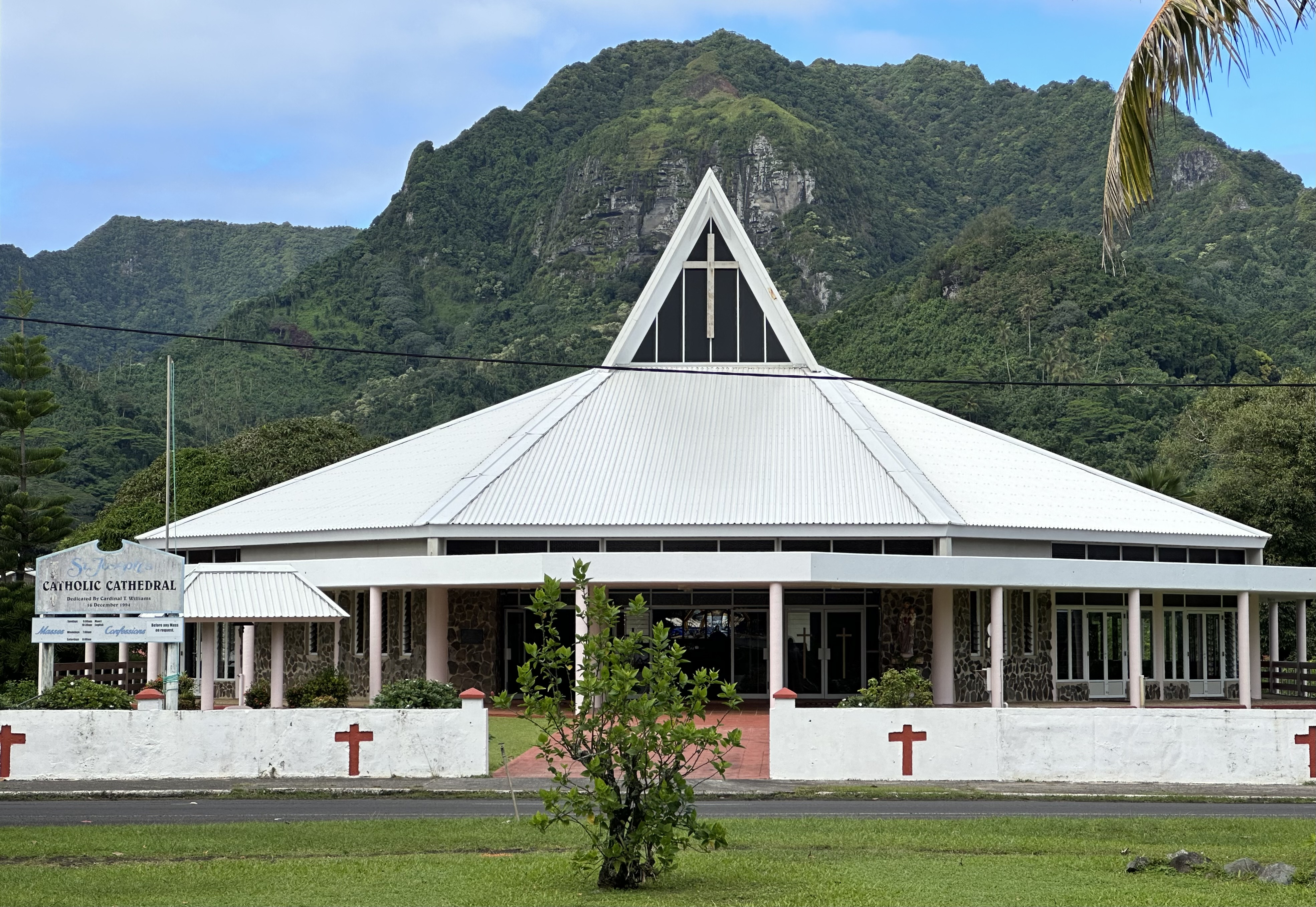
Catedral católica de San José en Avarua

Sin embargo, los misioneros también fueron fuente de problemas. Junto con los europeos, introdujeron en las islas una serie de enfermedades infecciosas contra las que los nativos no tenían inmunidad. Como consecuencia de las epidemias, murió un número considerable de isleños.
En las Islas Cook de la actualidad la Iglesia está separada del estado; a pesar de que inmensa la mayoría de su población es cristiana. La distribución religiosa es la siguiente:
Los diversos grupos protestantes suman el 62,8 % de los creyentes, siendo la denominación más seguida la Iglesia cristiana de las Islas Cook con 49,1 %; otros grupos cristianos protestantes incluyen Adventistas del Séptimo Día, 7,9 %, Asambleas de Dios, 3,7 %, Iglesia Apostólica, 2,1 %. El principal grupo no protestante lo forman los católicos con 17 % de la población. Mientras que los mormones constituyen el 4,4 %.

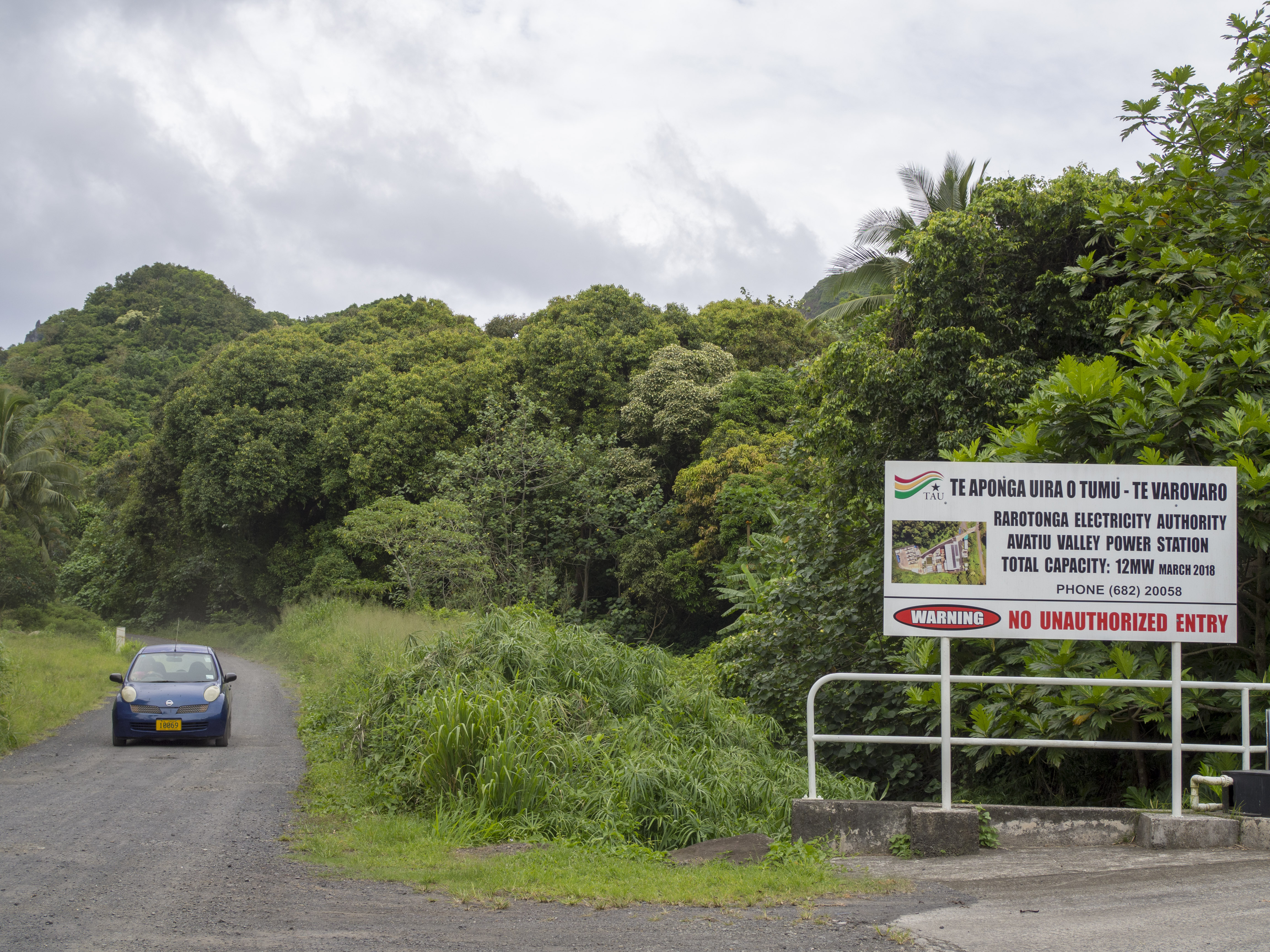
Cartel de Advertencia escrito en Rarotongano e inglés

### Lenguas
Los idiomas de las Islas Cook son el inglés, el Māori de las Islas Cook (o "rarotongano") y el pukapukano. Los dialectos maoríes de las Islas Cook incluyen el penrhyn; el rakahanga-manihiki; el dialecto ngaputoru del atiu, el mitiaro y el ma'uke; el dialecto aitutaki; y el dialecto mangaiano. 
El maorí de las Islas Cook y sus variantes dialécticas están estrechamente relacionados tanto con el tahitiano como con el maorí de Nueva Zelanda. El pukapukano se considera estrechamente relacionado con el idioma samoano. El inglés y el rarotongano son idiomas oficiales de las Islas Cook; según la Ley de maoríes de Te Reo. La definición legal del maorí de las Islas Cook incluye el pukapukano.

### Composición étnica
La mayoría de la población de las Islas Cook son maoríes, que se asemejan a los indígenas de la Polinesia Francesa y Nueva Zelanda. A pesar de la importante influencia de la cultura occidental (diversas enseñanzas religiosas, estilo de vida), la cultura tradicional de las Islas Cook no ha desaparecido y sigue desarrollándose.

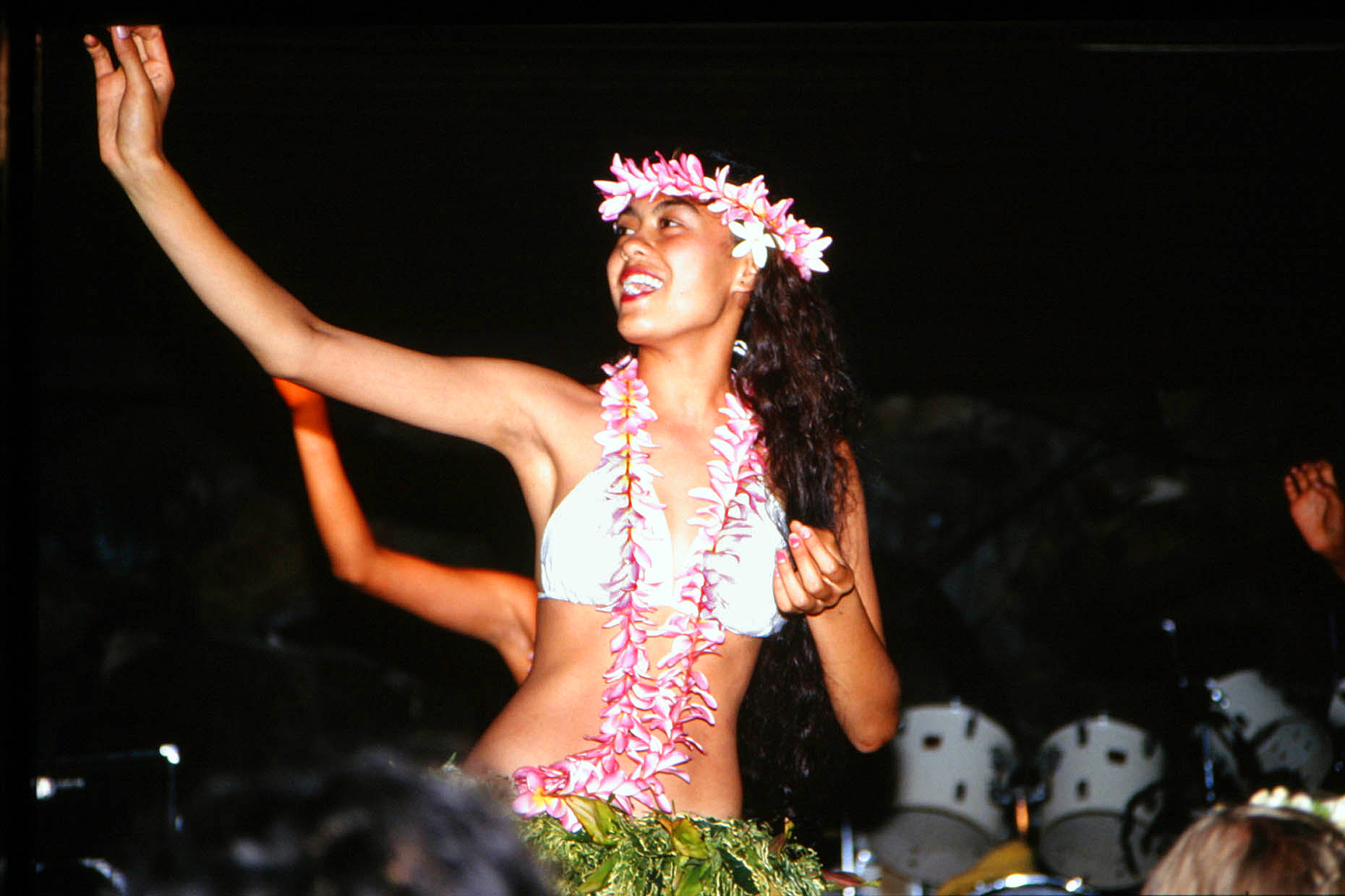
Una joven de las Islas Cook ejecutando un baile tradicional

El 87,7% de la población es indígena maorí de las Islas Cook. La proporción de personas nacidas en el extranjero y sus descendientes es baja, un 6,5%. El resto de la población es de ascendencia mixta maorí y extranjera.
La mayoría de los isleños se consideran miembros de un único grupo étnico, los maoríes de las Islas Cook. Dentro de ellos, hay grupos correspondientes a las distintas islas: Rarotonganos, Mangaianos Tongarevanenses, Manihiki Rakahanganos. Sólo los habitantes de la isla de Pukapuka, los pukapukanos, hablan una lengua diferente y se consideran un pueblo polinesio aparte. Una comunidad étnica especial está representada por los habitantes del atolón de Palmerston y sus descendientes, que son numerosos en Rarotonga y en Nueva Zelanda. Son descendientes del marino inglés William Masters y sus tres esposas polinesias.

## Economía
Como se da en otras naciones del Pacífico sur, la economía de las Islas Cook sufre por el aislamiento del país, la falta de recursos naturales y la deficiente infraestructura, sin mencionar los fenómenos meteorológicos que devastan regularmente la región.
La agricultura provee la mayor parte de los ingresos, con la exportación de copra y cítricos. El resto de la producción agrícola se compone de tomate, guisantes, plátano, piña, café, batata, taro y papaya. Se cuenta también una centena de productores de perlas negras.
Las islas Cook deben importar alimentos, textiles, combustible y madera.

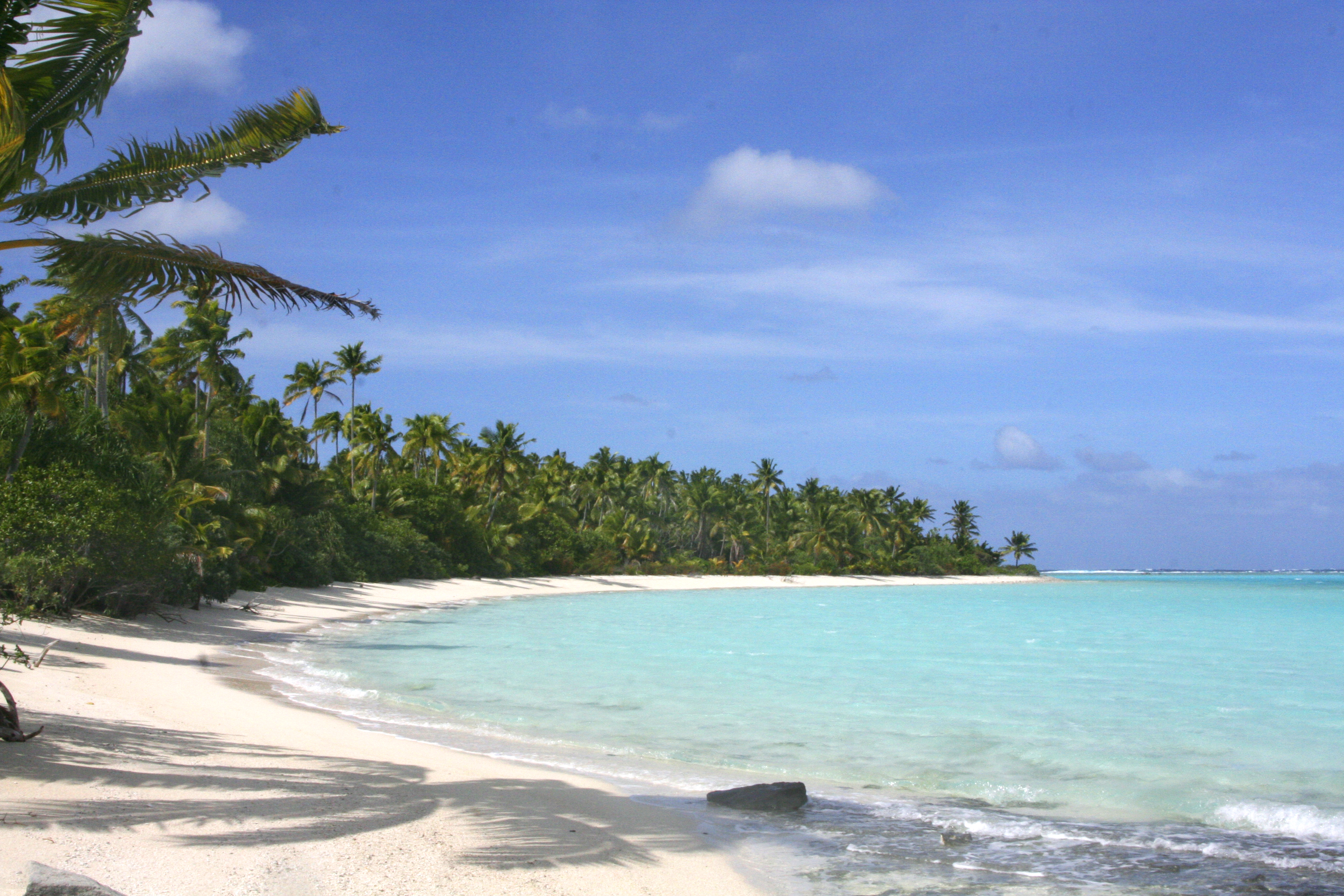
El Turismo es una actividad creciente en las Islas Cook impulsado por sus bellezas naturales

La industria está limitada a la transformación de frutas, confección de ropa y la producción de artesanías. El déficit comercial es subsanado por las remesas de emigrantes y la ayuda externa, en particular de Nueva Zelanda.
La emisión de sellos postales, principalmente destinados al coleccionismo, es también una muy importante fuente de ingreso para su economía.
Después de declararse en quiebra en 1996, el país tomó acciones con el fin de sortear su difícil situación económica. El número de funcionarios gubernamentales fue reducido a la mitad, se cerraron las representaciones diplomáticas en el extranjero y se vendieron los activos públicos.
El gobierno busca promover el turismo, ofrecer facilidades fiscales, y propiciar el desarrollo de la pesca y de la minería. Los resultados han sido regulares: los habitantes, mayoritariamente de origen polinesio, siguen teniendo problemas para vivir con la débil producción local, por lo que se ven obligados a emigrar.

### Pesca
El pescado es uno de los tesoros nacionales de las Islas Cook y desempeña un papel muy importante en la economía del país. En el océano se pescan principalmente atún, aguja rayada, peto y pez luna. Los principales importadores de productos pesqueros son los mercados de Japón, Nueva Zelanda y Estados Unidos. También se capturan especies de peces de acuario.
En 1957, el trochus (Trochus niloticus) se introdujo en la isla de Aitutaki y, desde entonces, las conchas de este molusco comercial, introducido en muchas islas del archipiélago, se han convertido en un importante producto de exportación de las Islas Cook. En las islas del Grupo Norte, Manihiki y Tongareva, se crían mejillones perla para producir valiosas perlas negras destinadas a la exportación. En pequeños estanques, los lugareños crían peces de la especie latina Chanos chanos para el mercado nacional.
El presupuesto estatal también se complementa con la expedición de licencias a barcos extranjeros para pescar en la Zona Económica Exclusiva.

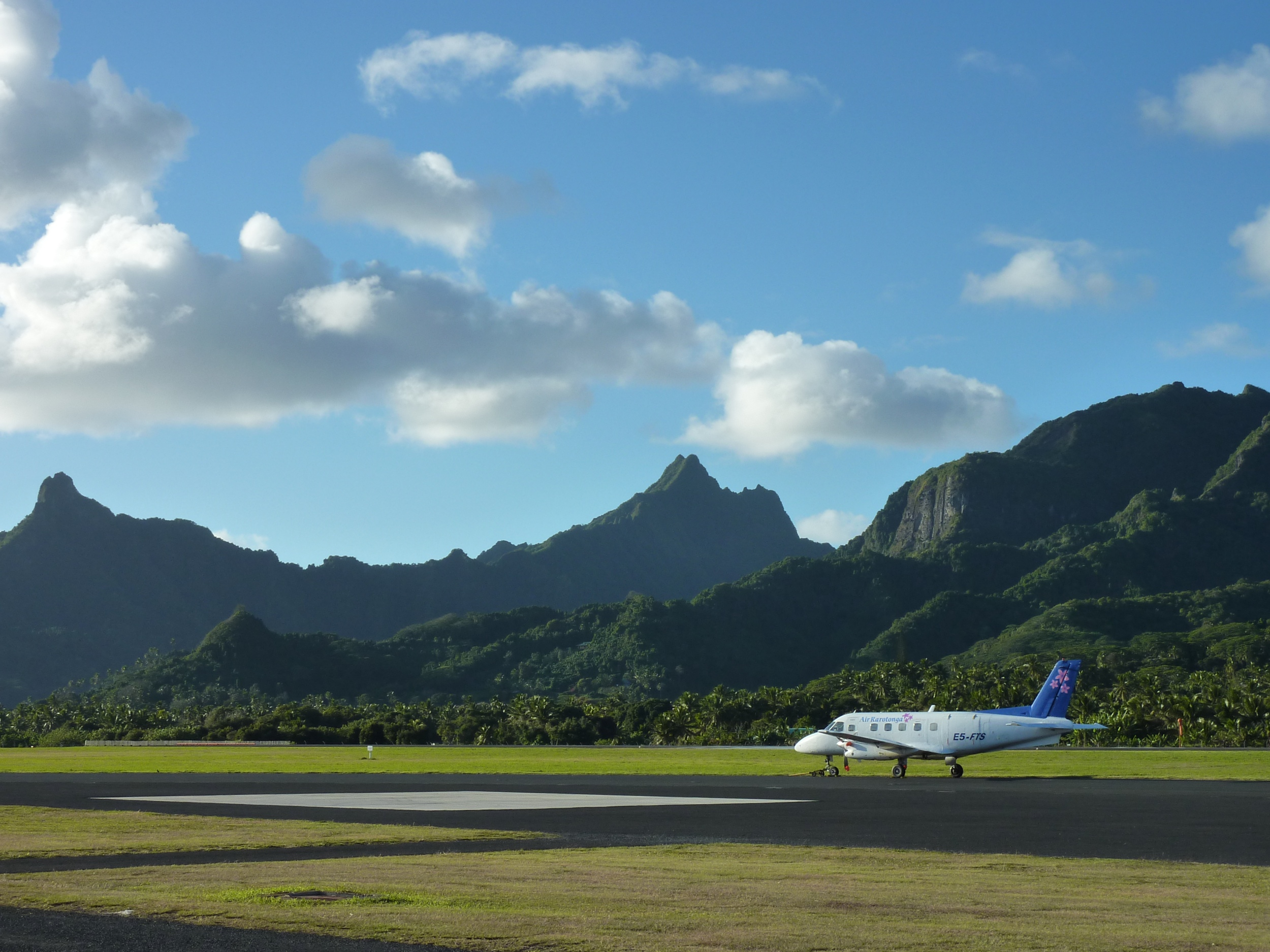
Air Rarotonga EMB 110 en el aeropuerto de Rarotonga

## Transporte
En las Islas Cook se circula por la izquierda. El límite máximo de velocidad es de 50 km/h. En la isla principal de Rarotonga no hay semáforos y sólo hay dos rotondas. Un autobús circula en sentido horario y antihorario por la carretera de circunvalación costera de las islas.
La seguridad vial es escasa. En 2011, las Islas Cook fueron el segundo país del mundo con más muertes per cápita en carretera. En 2018, los accidentes rozaron un récord, siendo el exceso de velocidad, el alcohol y las conductas imprudentes las principales causas. Las motocicletas son un medio de transporte habitual, pero no se exigía el uso del casco, lo que las convertía en una causa común de muertes y lesiones. En 2007 se aprobó una ley que obligaba a llevar casco, pero a principios de 2008 se desechó antes de que entrara en vigor. En 2016 se aprobó una ley que obligaba a llevar casco a los visitantes y motoristas de entre 16 y 25 años, pero fue ampliamente incumplida. En marzo de 2020 el Parlamento de las Islas Cook volvió a legislar para que el casco fuera obligatorio a partir del 26 de junio, pero su aplicación se retrasó hasta el 31 de julio y después hasta el 30 de septiembre.
Existen un total de 295 km de carreteras (2018) de las cuales se encuentran pavimentadas tramos de hasta 207 km (2018) y existen sin asfaltar al menos 88 km (2018)

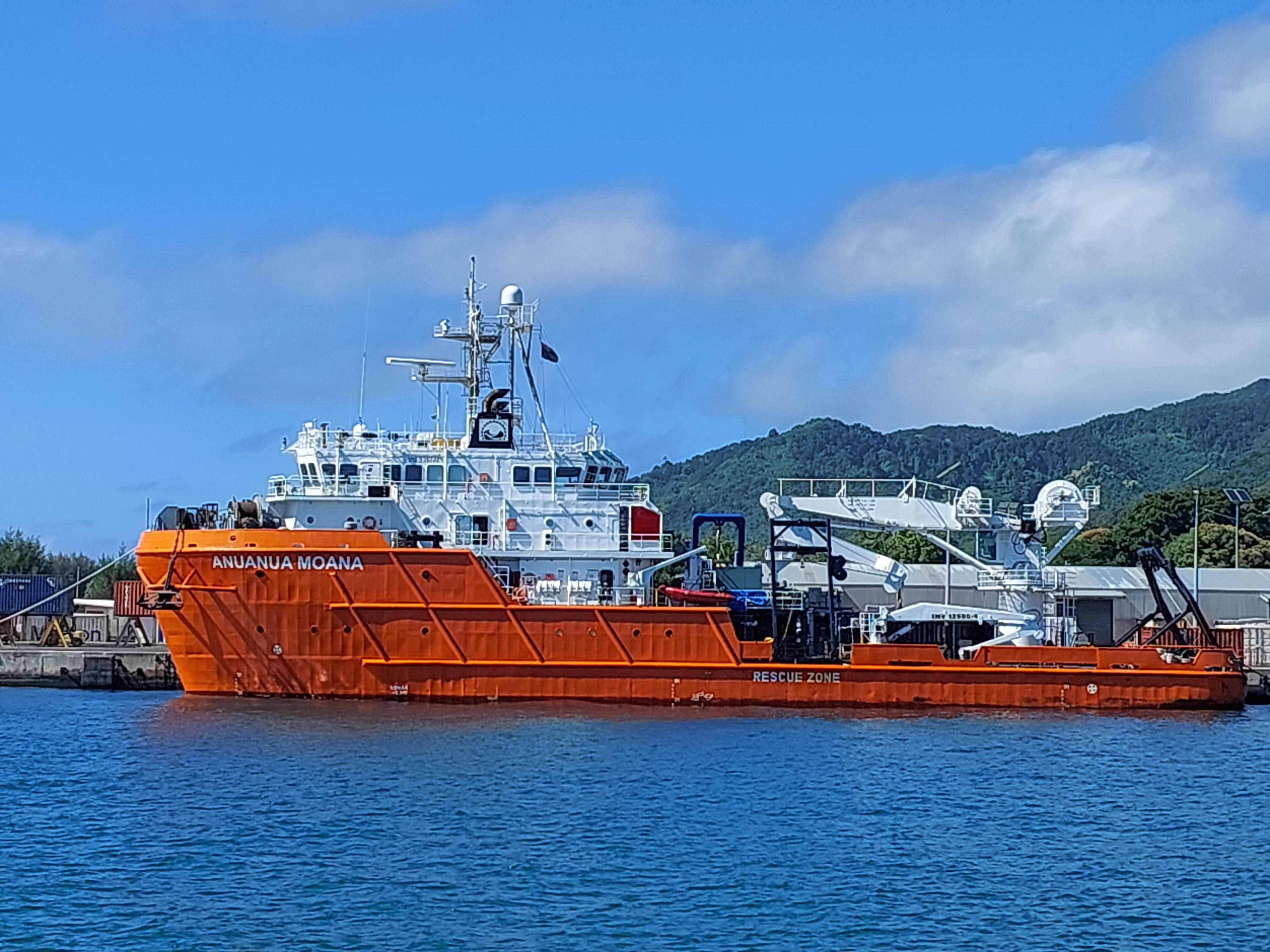
El buque Anuanua Moana en el puerto de Avarua, julio de 2023

Las Islas Cook carecen de transporte ferroviario efectivo. Rarotonga tuvo un ferrocarril turístico de 170 m, el Rarotonga Steam Railway, pero ya no está en condiciones de funcionar.
Las Islas Cook tienen una larga historia de transporte marítimo. Las islas fueron colonizadas desde Tahití, y a su vez colonizaron Nueva Zelanda en waka oceánicas. A finales del siglo XIX, tras el contacto europeo, las islas contaban con una importante flota de goletas, que utilizaban para viajar entre las islas y comerciar con Tahití y Nueva Zelanda. En 1899, el transporte marítimo de propiedad local realizaba el 10% de todo el comercio internacional con las islas, y el 66% de todo el comercio a vela. 
El transporte marítimo de propiedad indígena dejó de funcionar tras la adquisición de las islas por parte de Nueva Zelanda, y fue sustituido por buques de propiedad gubernamental, compañías comerciales neozelandesas y los buques de vapor de la Union Steamship Company.
El transporte marítimo internacional corre a cargo de Pacific Forum Line y Matson, Inc. (como EXCIL shipping). Sólo el puerto de Avatiu puede manejar contenedores, y los barcos descargan en Aitutaki utilizando gabarras.

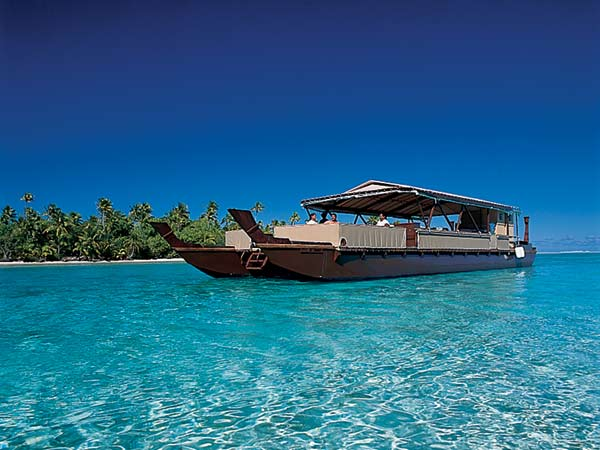
Una pequeña embarcación de pasajeros en las Islas Cook

Hay dos compañías navieras interinsulares: Taio Shipping, que opera dos buques, y Cook Islands Towage, que opera uno.
En el pasado, las interrupciones del transporte marítimo han provocado escasez de productos importados y combustible, y cortes de electricidad en las islas exteriores. A menudo se ha subvencionado el transporte marítimo para garantizar el servicio. En 2019, el gobierno de las Islas Cook anunció que adquiriría un buque de carga exclusivo para las islas exteriores tras la venta de la barcaza de Cook Islands Towage. Posteriormente, retrasó la compra a la espera del desarrollo de una hoja de ruta para el transporte marítimo de las Islas Cook, y publicó una licitación para una carta de transporte marítimo Pa Enua.
Las Islas Cook gestionan un registro abierto de buques y han sido incluidas en la Lista Negra del Memorando de Entendimiento de París sobre el Control del Estado del Puerto como pabellón de conveniencia. Los buques registrados en las Islas Cook se han utilizado para el contrabando de petróleo procedente de Irán, desafiando las sanciones internacionales. En febrero de 2021, dos buques fueron eliminados del registro marítimo por ocultar sus movimientos apagando su sistema de identificación automática. En abril de 2022, el yate a motor Tango, propiedad del oligarca ruso sancionado Viktor Vekselberg, fue incautado en España. Maritime Cook Islands afirmó que no había otros buques sancionados en su registro. En julio de 2022, dos yates propiedad del oligarca sancionado Roman Abramovich fueron reabanderados como buques de las Islas Cook, lo que les permitió escapar a su detención en Antigua y Barbuda.

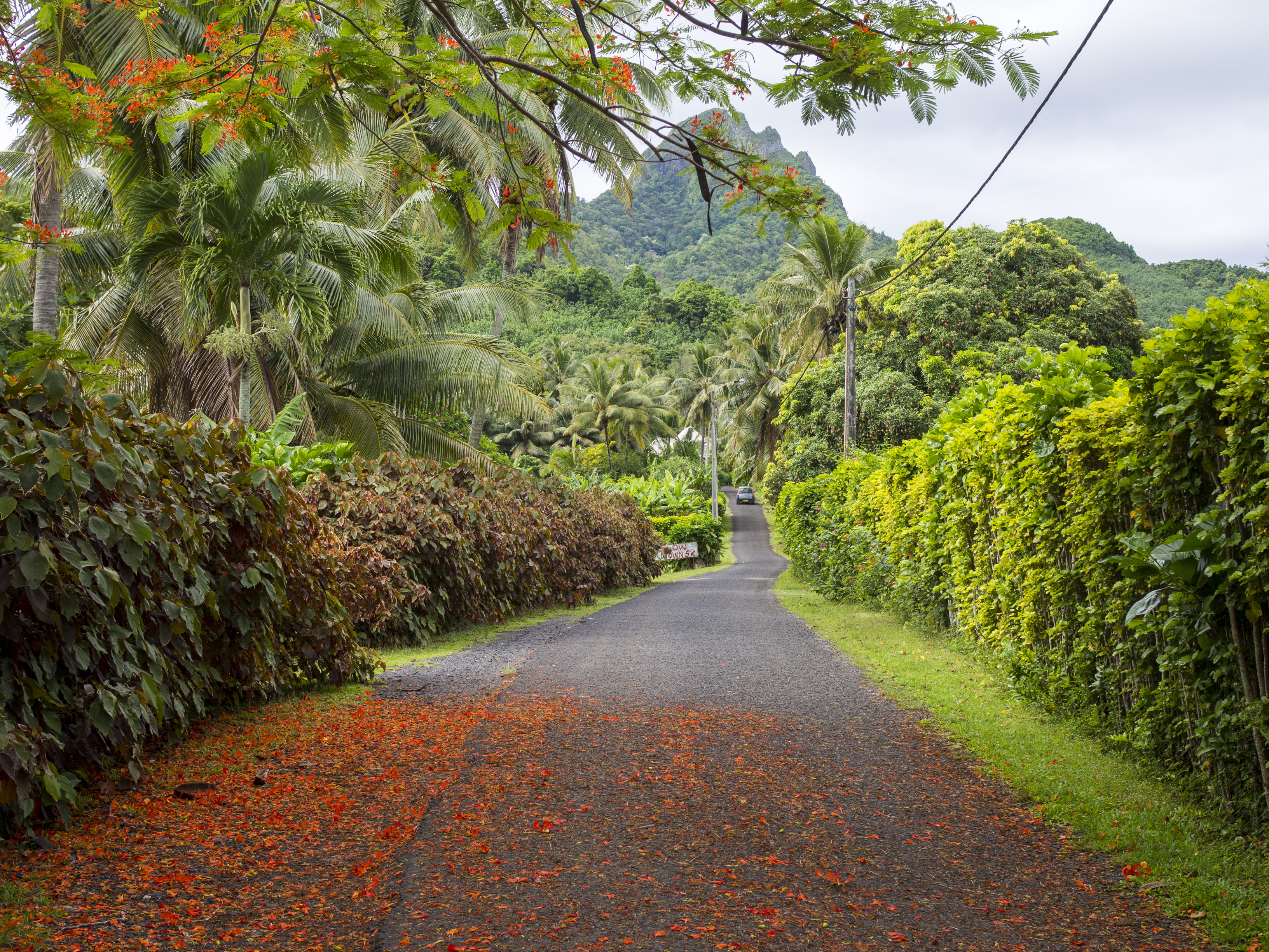
Una carretera en Rarotonga

Las islas Cook poseen básicamente 2 tipos de Puertos:
- Puertos de contenedores: Avatiu
- Otros puertos: Avarua (Rarotonga), Arutanga (Aitutaki)

Las islas menores tienen pasos a través de sus arrecifes, pero no son aptos para grandes embarcaciones.
Las Islas Cook cuentan con una aerolínea nacional, Air Rarotonga. Otras tres aerolíneas extranjeras ofrecen vuelos internacionales.
Hay un aeropuerto internacional, el Aeropuerto Internacional de Rarotonga. Ocho aeropuertos ofrecen servicios locales o chárter. Sólo los aeropuertos de Rarotonga y Aitutaki están pavimentados.

## Cultura

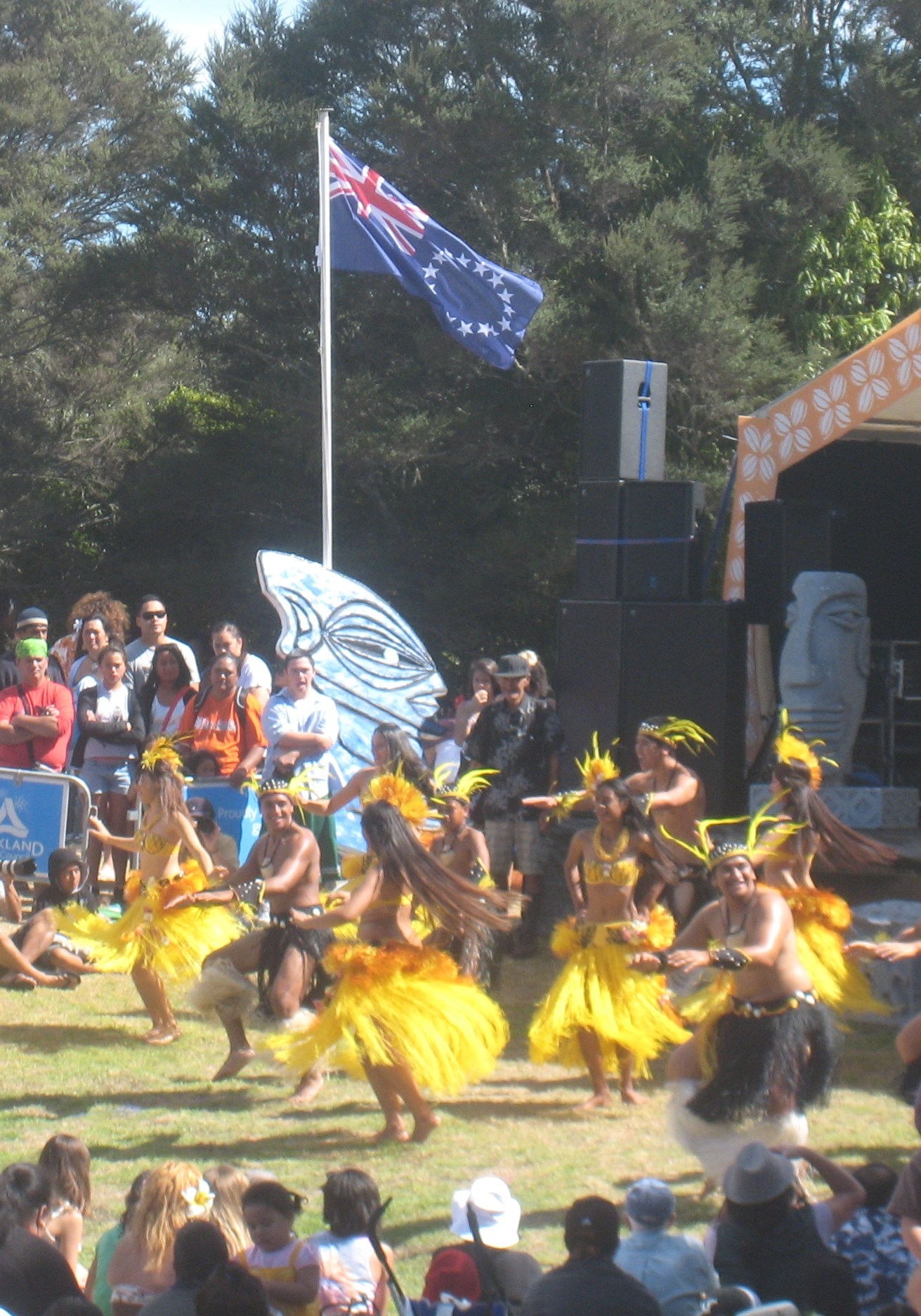
Un grupo de Bailarines de las Islas Cook

### Música
La música de las Islas Cook es variada. La música cristiana es muy popular. El imene tuki es una forma de música vocal sin acompañamiento conocida por una caída del tono al final de las frases, típicamente polinesia, así como estallidos rítmicos staccato de sílabas sin sentido (tuki). La palabra «imene» deriva del inglés «hymn» (véase tahitiano: «himene» - Tahití fue colonizada primero por los ingleses y luego por los franceses). Del mismo modo, las armonías y melodías de gran parte de la música polinesia son occidentales y derivan de la influencia de los misioneros a través de los himnos y otras músicas eclesiásticas. Una cualidad única de la música polinesia (se ha convertido casi en un tópico) es el uso del acorde sostenido de 6.ª en la música vocal, aunque normalmente no se utiliza en la música religiosa. Las canciones e himnos tradicionales se denominan imene metua (lit. himno del padre/ancestro).
La danza tradicional es la forma artística más destacada de las Islas Cook. Cada isla tiene sus propios bailes únicos que se enseñan a todos los niños, y en cada isla se celebran varios concursos anuales. Las danzas tradicionales suelen ir acompañadas del tamborileo del paté.
El estilo de percusión de las Islas Cook es muy conocido internacionalmente, pero a menudo se identifica erróneamente como un ejemplo de música tahitiana. Esto es muy poco común, ya que las Islas Cook tienen una fuerte conexión con su ascendencia tahitiana.
En todas las Islas Cook se puede encontrar música de iglesia cantada en armonía y una gran variedad de himnos y música para bodas y funerales. Hay muchas variaciones en la región, y cada isla tiene sus propias canciones tradicionales.

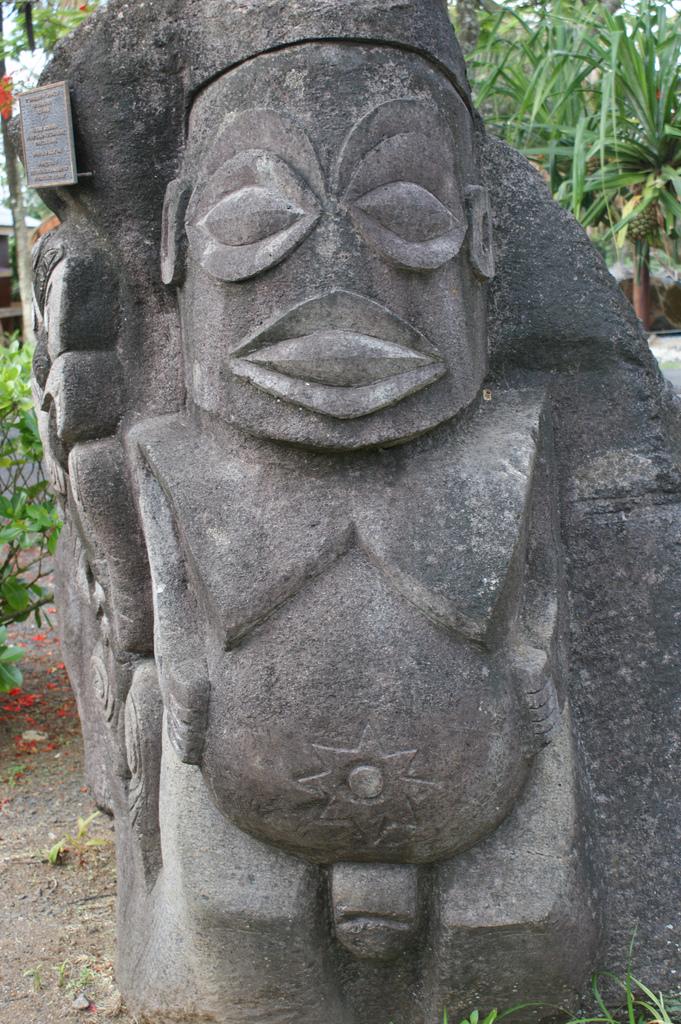
Escultura de piedra en Rarotonga (isla de 67,1 km²), en las Islas Cook

### Arte
La talla en madera es una forma de arte común en las Islas Cook. La proximidad de las islas del grupo sur ayudó a producir un estilo homogéneo de tallado pero que tuvo desarrollos especiales en cada isla. Rarotonga es conocida por sus dioses pescadores y dioses del bastón, Atiu por sus asientos de madera, Mitiaro, Mauke y Atiu por los dioses del mazo y la losa y Mangaia por sus adzes ceremoniales. La mayoría de las tallas de madera originales fueron retiradas por los primeros coleccionistas europeos o fueron quemadas en gran número por los misioneros.
Hoy en día, la talla ya no es la principal forma de arte con el mismo énfasis espiritual y cultural que le dieron los maoríes en Nueva Zelanda. Sin embargo, hay esfuerzos continuos para interesar a los jóvenes en su patrimonio y se están haciendo algunos buenos trabajos bajo la guía de talladores más antiguos. Atiu, en particular, tiene una fuerte tradición artesanal tanto en el tallado como en las artes de fibra local, como la tapa. Mangaia es la fuente de muchos adzes finos tallados en un estilo distintivo e idiosincrásico con el llamado diseño de doble k. Mangaia también produce martillos de comida tallados en la pesada calcita que se encuentra en sus extensas cuevas de piedra caliza.

### Tejido
Las islas exteriores producen el tejido tradicional de esteras, cestería y sombreros. Ejemplos particularmente finos de sombreros de rito son usados por las mujeres en la iglesia. Están hechos de la fibra inmadura sin rizar de la palma de coco y son de muy alta calidad. 

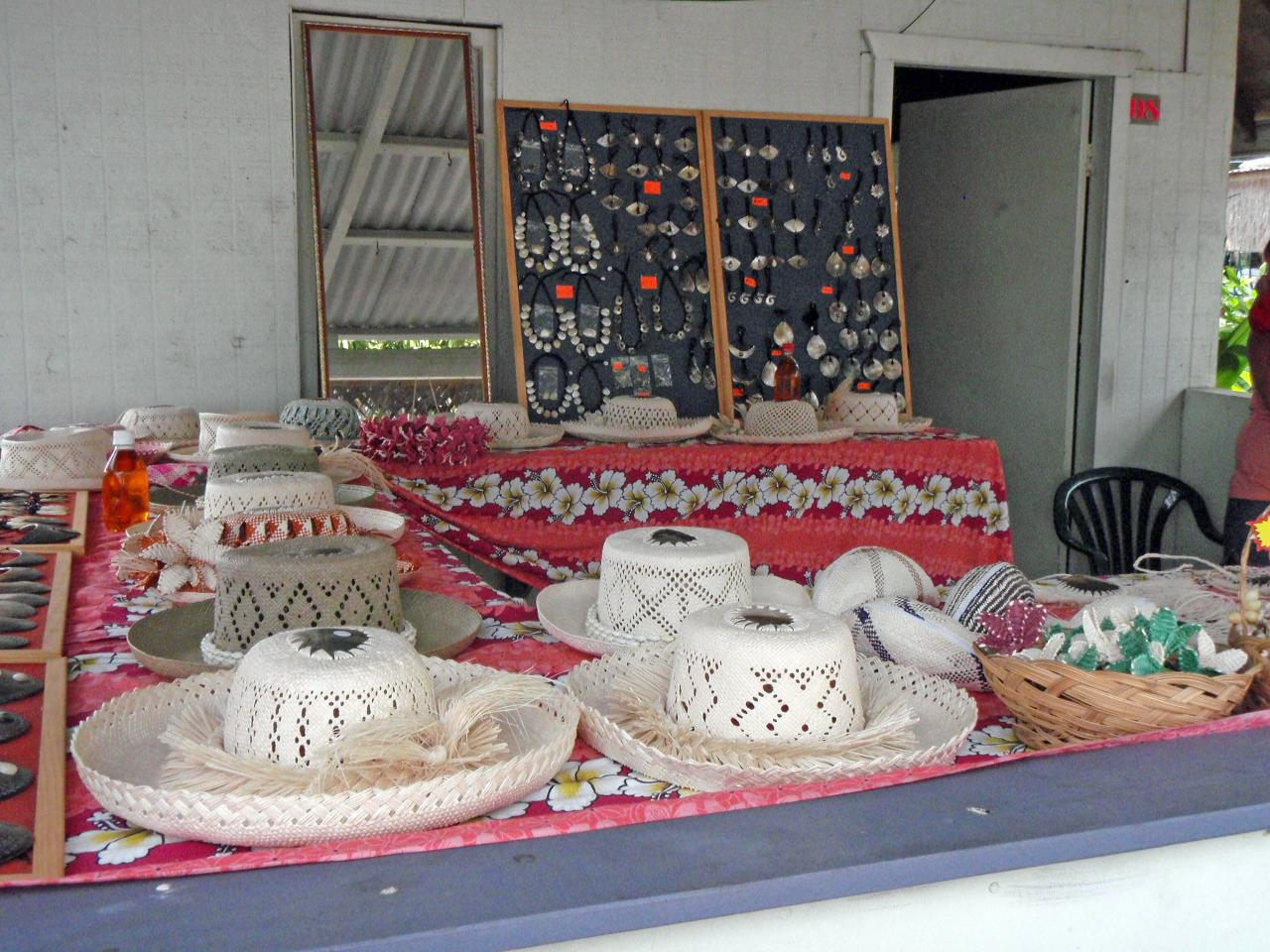
Artesanías en el Mercado Cultural Punanga Nu

El equivalente polinesio de los sombreros Panamá, son muy valorados y son muy buscados por los visitantes polinesios de Tahití. A menudo, están decorados con bandas de sombreros hechos de minúsculas conchas de pupu que se pintan y cosen a mano. Aunque los pupues se encuentran en otras islas, su recolección y uso en trabajos decorativos se ha convertido en una especialidad de Mangaia. El tejido de rito es una especialidad de las islas del norte, Manihiki, Rakahanga y Penrhyn.

### Arte Contemporáneo
Las Islas Cook han producido artistas contemporáneos reconocidos internacionalmente, sobre todo en la isla principal de Rarotonga. Entre ellos se cuentan el pintor (y fotógrafo) Mahiriki Tangaroa, los escultores Eruera (Ted) Nia (originalmente cineasta) y el maestro tallista Mike Tavioni, el pintor (y aficionado a los tatuajes polinesios) Upoko'ina Ian George, el pintor nacido en Aitutakian Tim Manavaroa Buchanan, Loretta Reynolds, Judith Kunzlé, Joan Gragg, Kay George (conocida también por sus diseños de telas), Apii Rongo, Varu Samuel y la artista multimedia, de instalaciones y proyectos comunitarios Ani O'Neill, todos ellos residentes en la isla principal de Rarotonga. Andrea Eimke, afincada en Atiuán, trabaja la tapa y otros tejidos, y es coautora del libro «Tivaivai - The Social Fabric of the Cook Islands» con la académica británica Susanne Kuechler. Muchos de estos artistas han estudiado en escuelas de arte universitarias de Nueva Zelanda y siguen manteniendo estrechos vínculos con la escena artística neozelandesa.

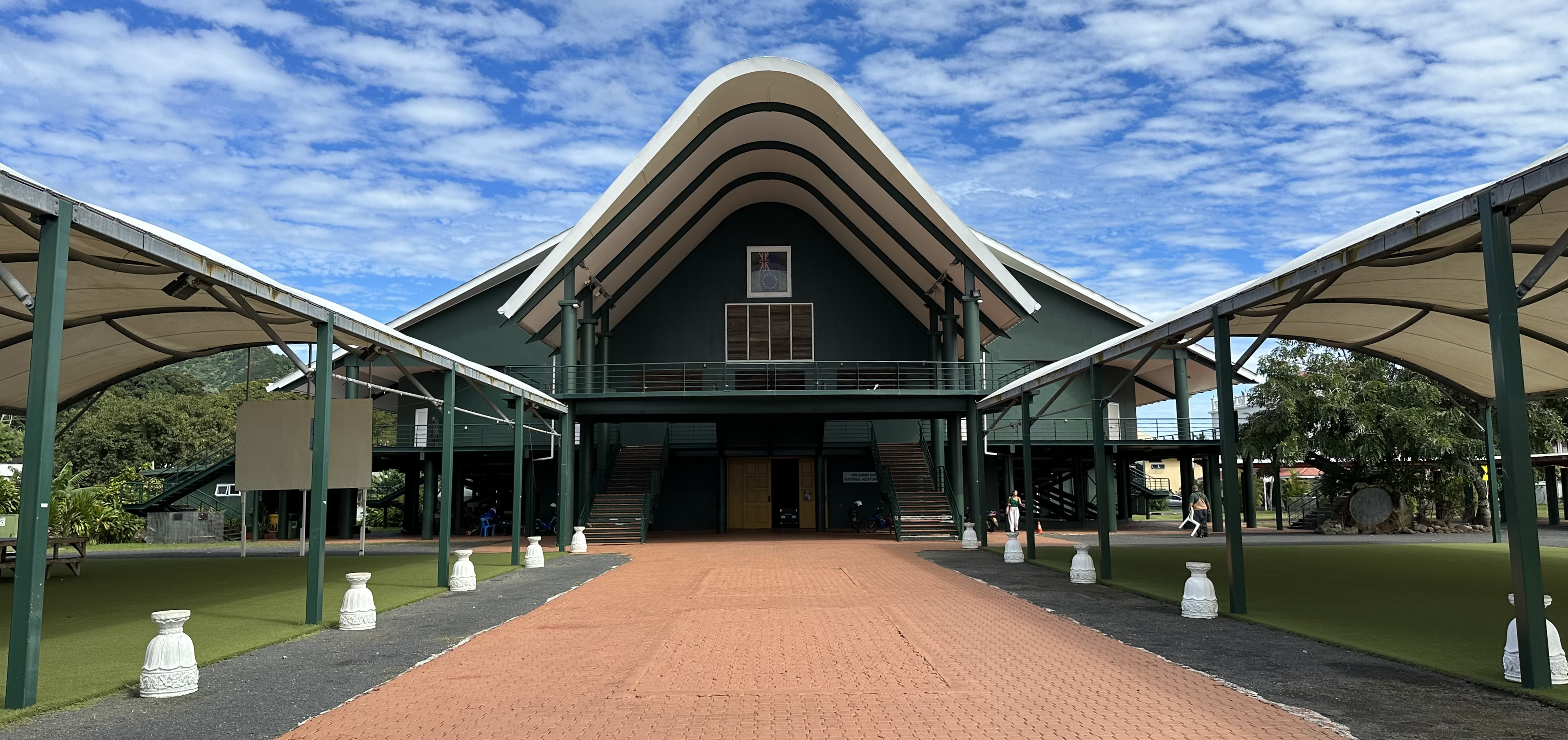
Auditorio nacional de las Islas Cook

Entre los artistas neozelandeses afincados en las Islas Cook figuran Michel Tuffery, el grabador David Teata, Richard Shortland Cooper, Nina Oberg Humphries, Sylvia Marsters y Jim Vivieaere.
Bergman Gallery (antes BCA Gallery) es la principal galería comercial de las Islas Cook, situada en la isla principal de Rarotonga, y representa a artistas de las Islas Cook como Sylvia Marsters, Mahiriki Tangaroa, Nina Oberg Humphries, Joan Gragg y Tungane Broadbent. La Art Studio Gallery de Arorangi, que dirigían Ian George y Kay George, es ahora Beluga Cafe. También está la Galería Tavioni y Vananga dirigida por Mike Tavioni y el Museo Nacional de las Islas Cook también expone arte.

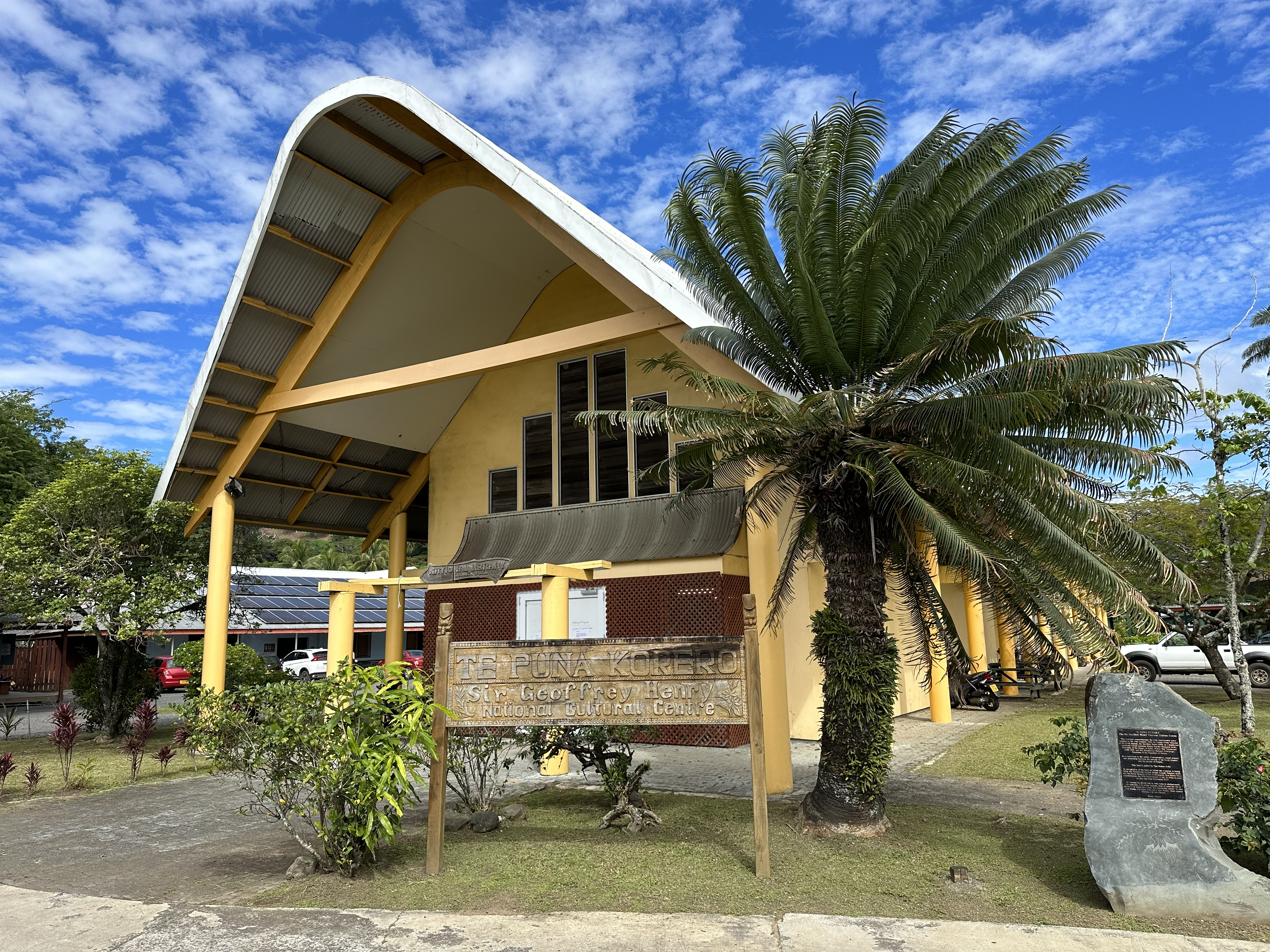
Biblioteca nacional de las Islas Cook

### Literatura
La literatura escrita de las Islas Cook (distinta de la literatura oral) ha sido en cierto modo precursora del desarrollo de la literatura de las Islas del Pacífico. La cocinera Florence Frisbie fue una de las primeras escritoras de las islas, y publicó su relato autobiográfico Miss Ulysses of Puka Puka en 1948. El poeta tongarevano Alistair Te Ariki Campbell publicó su primera colección, Mine Eyes Dazzle, en 1950 (Christchurch: Pegasus Press). En 1960, Tom Davis y Lydia Davis, originarios de las islas Cook, publicaron Makutu, «quizá la primera novela de escritores de las islas del Pacífico Sur».
La literatura de las islas del Pacífico empezó a surgir en toda la región a finales de los sesenta y en los setenta, en gran parte a través de la South Pacific Arts Society (fundada en la Universidad del Pacífico Sur en 1973) y de sus revistas literarias. Makiuti Tongia, poeta de las Islas Cook, publicó su obra por primera vez en la revista Mana de la Sociedad.
Otros escritores destacados son Kauraka Kauraka, Teupoko'ina Utanga Morgan y Audrey Brown-Pereira.

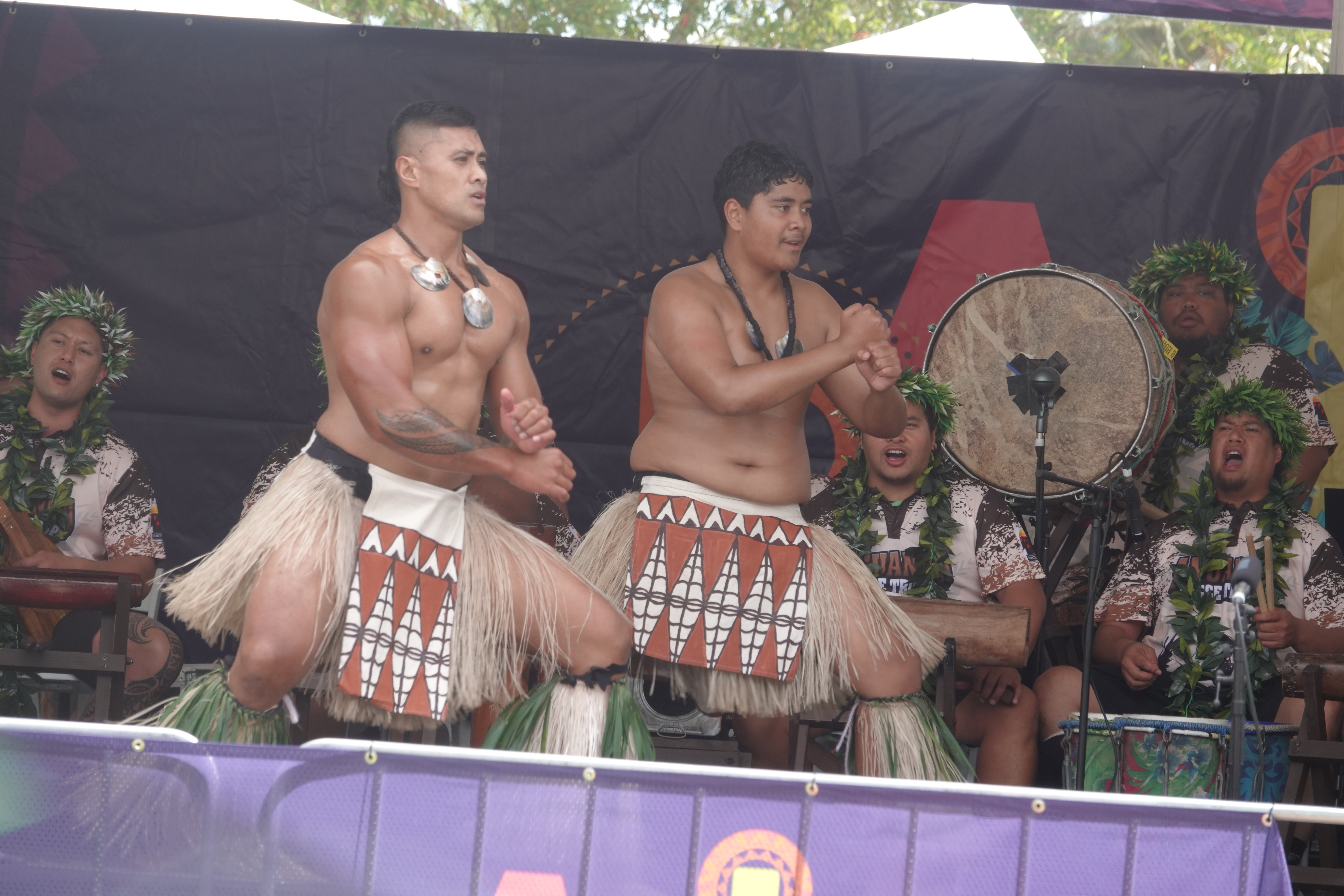
Delegación de las Islas Cook en el "Festival Pasifika"

### Festividades nacionales

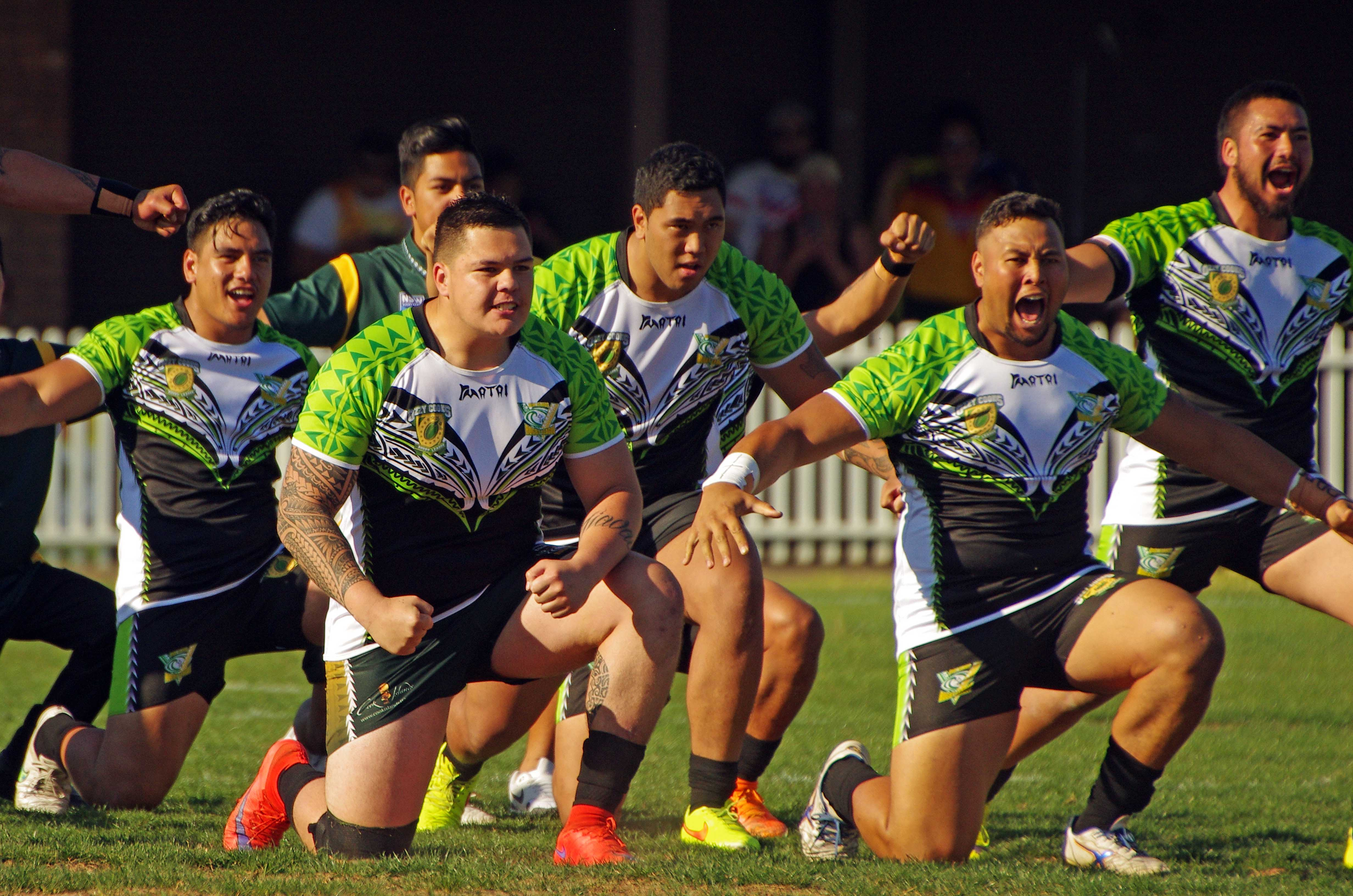
Selección nacional de Rugby League de las Islas Cook

## Deporte
El deporte más popular en las Islas Cook es el fútbol. La Asociación de Fútbol de las Islas Cook está a cargo de su organización, y pertenece tanto a la OFC como a la FIFA. Es una de las selecciones más débiles a nivel mundial, pues ha ocupado los últimos lugares en la Clasificación mundial de la FIFA; su mejor posición fue la 197. Además, sufrió la segunda mayor goleada en la historia de todos los partidos internacionales, fue derrotado 30:0 por Tahití, el 2 de septiembre de 1971.
La mayor competición a nivel futbolístico es la Primera División de las Islas Cook, la cual está compuesta por 7 equipos, en un sistema todos contra todos a 2 rondas, el Tupapa Maraerenga FC fue el último campeón, mientras que el Titikaveka FC es el más ganador de la liga, con 14 títulos. Existe también la Copa Islas Cook, que en 2011 fue ganada por el Nikao Sokattack. La Segunda División de las Islas Cook está descontinuada desde 2006, ya que problemas económicos y administrativos, además de la falta de equipos, impedían su normal desarrollo.